# Michael Johnson
Vous lisez un « article de qualité » labellisé en 2008.
Pour les articles homonymes, voir Michael Johnson et Johnson.
Michael Duane Johnson est un athlète américain, né le 13 septembre 1967 à Dallas, au Texas. Il est considéré comme l'un des plus grands sprinteurs de tous les temps, avec quatre titres olympiques et huit titres mondiaux. Il a aussi détenu pendant dix-sept ans le record du monde du 400 m (43 s 18) et pendant douze ans le record du monde du 200 m (19 s 32).
Il est surnommé « La Loco de Waco » en raison de son style de course à base de foulées courtes et très rapides, qui donnent l'impression d'un buste droit et immobile.
Sur 400 m, sa distance fétiche, il reste invaincu de 1990 à 1997, années pendant lesquelles il aligne 58 victoires consécutives. Il totalise également vingt-deux 400 mètres chronométrés en moins de 44 secondes, ce qui constitue un record sachant que cette barrière mythique n'a été franchie à ce jour que par quinze coureurs seulement. Dans cette discipline, il remporte les quatre Championnats du monde entre 1993 et 1999 ainsi que deux titres olympiques (1996 à Atlanta et 2000 à Sydney). Il est aussi le premier et seul athlète à avoir tenté et réussi le doublé 200 m/400 m à un même Championnat du monde (Göteborg 1995) et aux mêmes Jeux olympiques (Atlanta 1996).
Il a été classé numéro un mondial cinq fois sur 200 m et dix fois sur 400 m dont huit fois consécutivement par le magazine Track & Field News, magazine autoproclamé « la Bible du sport ». Il est aussi le premier et le seul à l'avoir été simultanément sur les deux disciplines et ce à cinq reprises.
À la suite de son retrait de la compétition en septembre 2001, il reste engagé dans le milieu de l'athlétisme en participant à diverses manifestations et en s'occupant de la carrière de certains athlètes comme celle de Jeremy Wariner.
Après le procès de Trevor Graham au mois de mai 2008, et les aveux de dopage de son compatriote Antonio Pettigrew, Johnson décide avant que l'on ne le lui demande de rendre sa médaille d'or olympique obtenue à Sydney sur 4 × 400 m. Avec les cas déjà avérés des frères Harrison, cette médaille est devenue « sale » et a donc perdu toute valeur à ses yeux. Ayant rendu cette médaille, il n'est plus que quatre fois champion olympique. Le 2 août suivant, le CIO fait savoir par communiqué de presse qu'il disqualifie officiellement le relais américain. Par ailleurs la fédération américaine d'athlétisme (USA Track & Field) a demandé quelques jours auparavant de réexaminer le record du monde du 4 × 400 m établi en 1998. Le 12 août 2008, l'IAAF annonce officiellement qu'elle annule ce record du monde. Cependant Johnson codétient encore le record du relais 4 × 400 m puisque la deuxième performance de tous les temps est le temps établi en 1993 à Stuttgart et ancien record du monde.

## Jeunesse
Michael Johnson est né à Dallas au Texas le 13 septembre 1967. Il est le plus jeune des cinq enfants de Paul et de Ruby Johnson.
De par leurs origines modestes (son père est conducteur de camions et sa mère institutrice) ses parents soulignent très tôt l'importance des études et de bons résultats scolaires. Tous les enfants Johnson, frères et sœurs, iront à l'université. Michael quant à lui suit très souvent des cours pour jeunes surdoués. Il porte d'ailleurs à l'époque des lunettes, ce qui le fait passer pour le « premier de la classe » et lui vaut le surnom de « binoclard » auprès de ses camarades.
À l'époque, pourtant, le jeune Michael ne rêve pas de faire une carrière d'athlète de haut niveau, mais plutôt de devenir architecte. Tout jeune, il pratique le football et l'athlétisme, mais arrête cette première activité après deux ans, déclarant à ce sujet : « Je ne suis pas une personne qui aime entendre quelqu'un crier ou hurler sur moi. L'environnement du football est beaucoup trop agressif. Sur la piste, vous devez avoir une certaine agressivité, mais ce n'est pas la même ».
Il commence donc vraiment à faire de l'athlétisme à l'adolescence, et ce par pur plaisir : « J'ai d'abord participé à une compétition à Atwell Junior High, à Dallas, et j'ai continué ensuite juste parce que c'était quelque chose de fun » se rappelle Johnson dans Boys' Life. « J'ai couru le 200 m et le relais, mais cela ne m'avait pas marqué et je n'avais pas fait de projets pour le lycée. »

## Carrière sportive (1986-2001)

### Débuts au lycée deSkyline(1986)
Pendant ses deux premières années à la Skyline High School, Johnson ne court pas afin de se concentrer à ses études. Mais, dès sa troisième année, en 1986, il intègre l’équipe junior d'athlétisme et reçoit quelques bons conseils de son entraîneur Joel Ezar : être détendu et aimer courir. À cette époque, déjà, Johnson court le torse droit, presque penché en arrière, et ne lève pas les genoux assez haut, ce que lui reproche gentiment Ezar. « L’athlétisme est un sport très important au Texas, mais Ezar ne m'a jamais mis la pression », explique Johnson à Boys' Life. Et Johnson de poursuivre : « Au lycée, j’ai couru le 200 m et les deux relais (4 × 100 m et 4 × 400 m). Mais je ne suis jamais allé à une compétition dans l'intention de faire de bons temps, ni d'impressionner les entraîneurs des universités pour obtenir une bourse d'études. De ce fait, je ne me suis jamais senti fatigué. »
Johnson remporte, pour sa dernière année à Skyline le titre du district sur 200 m, mais ne finit que deuxième, sur la même distance au Texas State High School Meeting de Derrick Florence. Pour son âge, 19 ans, il est déjà précoce et établit un record personnel sur cette distance en 21 s 30.

### Entrée à l'Université Baylor - Rencontre décisive avec Clyde Hart (1987-1989)
L'année suivante, Johnson entre à l'Université Baylor, réputée pour ses excellentes performances sportives. Il y entreprend des études de comptabilité.
Néanmoins, malgré les bons résultats obtenus au lycée, l'athlétisme n'est toujours pas sa principale priorité. « J'aimais ça, mais à l'époque, c'était [juste] un moyen d'entrer dans une bonne université, » avoue Johnson à Boys' Life. « Je n'étais pas aussi intéressé par ce sport que par les études. »
Cependant, il continue régulièrement de suivre les entraînements et dès son premier meeting à Waco, le 17 avril, il bat le record de l'université sur 200 m en 20 s 41. Cette performance attire aussitôt l'attention de Clyde Hart qui dirige le pôle d'athlétisme des célèbres Baylor Bears : « Nous savions qu'il allait être fort, mais nous ne pensions pas qu'il serait aussi bon que cela », admet Hart dans le magazine Newsweek. Hart est même allé jusqu'à avouer qu'il voyait juste en Johnson un coureur de relais, étant donné sa façon de courir : « Je mentirais si je disais que je pensais que Michael allait être un sprinteur de classe mondiale. » Mais voyant les prouesses de ce jeune étudiant, Hart change très vite d'avis : « il s'est avéré être une incroyable combinaison de force et de détente sur la piste. » Johnson et Hart commencent alors une collaboration fructueuse qui durera jusqu'à sa retraite en 2000. Sous les conseils de son nouvel entraîneur, Johnson fait également, cette année-là, ses premières armes sur 400 m, où il établit, le 11 avril, un premier record personnel en 46 s 29, encourageant pour un premier essai.
Il participe aussi à ses premiers Championnats universitaires (NCAA), véritable tremplin vers les compétitions nationales et internationales, où il termine quatrième sur le relais 4 × 400 m aux NCAA en salle (troisième relais) et troisième sur le relais 4 × 400 m aux NCAA en plein air (troisième relais également).
Johnson connaît une année 1988 difficile. Déjà classé parmi les meilleurs sprinteurs, il subit un revers majeur. « Michael a connu beaucoup d'échecs et de blessures pendant ses deux premières années [à Baylor] », rappelle Hart à Boys' Life.
Dès les Championnats universitaires en salle, il est effectivement disqualifié sur 200 m même s'il court un dernier relais en 43 s 5 avec le relais 4 × 400 m. « Tout ce qui pouvait aller mal, allait mal. Mais quand il est tombé et s'est cassé la jambe pendant les Championnats NCAA [en plein air], c'était la pire des choses », poursuit Hart. La blessure, une fracture de fatigue du péroné de la jambe gauche, tombe bien mal en se produisant à peine six semaines avant les Sélections olympiques de 1988. Refusant de voir son rêve olympique s’envoler, Johnson travaille pendant ses six semaines à renforcer sa jambe. Avec un strapping sur cette dernière, il s'entraîne dans une piscine puis se force peu à peu à reprendre la piste. Cependant malgré ses courageux efforts, il ne parvient pas à retrouver l'état de forme qui lui aurait permis de se battre à armes égales avec la dure concurrence des Sélections américaines. En juillet à Indianapolis, il est en effet éliminé dès le premier tour sur 400 m ne terminant que septième de sa série. Au lieu d'être déçu par ce qui lui arrive, Johnson utilise cette malheureuse expérience de façon très positive : « Cette course m'a dit que je pouvais revenir et rivaliser avec les meilleurs si je travaillais assez dur », déclare Johnson à Boys' Life. Ce que Hart approuve à son tour en ajoutant que cette course était « probablement le meilleur 55 secondes que Michael ait jamais couru. Il est [ensuite] revenu avec une nouvelle détermination. »
Cette année-là, il se rapproche, quand même, de la barre symbolique des 20 secondes sur 200 m et établit de nouveaux records personnels sur 200 m en 20 s 07 et sur 400 m en 45 s 23. Il est classé septième sur 200 m au niveau national par le magazine Track & Field News.
L'année 1989 marque pour Johnson un léger retrait en matière de performances dû à des ennuis physiques pendant la saison. Il finit néanmoins deuxième aux Championnats des États-Unis en salle sur 400 m et gagne le titre aux NCAA en salle sur 200 m en 20 s 59. Il court aussi le dernier relais du relais 4 × 400 m en 43 s 8. Il est en revanche décevant lors des compétitions en plein air. Il finit en effet respectivement cinquième et sixième des séries du 200 m aux NCAA en plein air et aux Championnats des États-Unis en plein air. Ces performances, modestes pour lui, sont dues à une blessure contactée aux tendons du genou. Ces meilleures performances cette saison sont en recul par rapport à la saison précédente : elles sont respectivement de 20 s 47 sur 200 m et 46 s 49 sur 400 m.

### Ascension au niveau mondial (1990)
En 1990, Johnson obtient son diplôme de fin d'études en comptabilité à l'Université Baylor. Il décide alors de pratiquer l'athlétisme de façon professionnelle.
Il est déjà à l'époque dirigé par Hart et bien qu'il ait déjà gagné plusieurs médailles aux NCAA en plein air et en salle, il est déçu de ne pas avoir encore été consacré aux niveaux national et mondial. C'est pourtant cette année-là que la carrière de Johnson amorce un bond en avant. Il gagne en effet son premier titre national en salle sur 400 m en 47 s 43. Il conserve également son titre sur 200 m aux Championnats universitaires en salle en remportant la finale en 20 s 72. Il gagne également le relais 4 × 400 m avec ses camarades de l’Université Baylor.
Son début de saison en plein air s'annonce lui aussi sous les meilleurs auspices. En effet, bien que battu par Leroy Burrell à College Station avec un chrono en 19 s 91 (avec un vent favorable de 4,0 m/s qui invalide le chrono), il s’affiche comme le grand favori des Championnats universitaires en plein air qui se déroulent à Durham quelques semaines plus tard. Et pour cause, après avoir remporté ses séries en 20 s 36 le 31 mai puis 20 s 18 le 1er juin, il remporte enfin le titre NCAA en plein air en terminant premier de la finale en 20 s 31. Il gagne là encore le titre du relais 4 × 400 m. Quinze jours plus tard, il se présente aux Championnats des États-Unis avec de bonnes chances face aux meilleurs Américains, tel que Danny Everett par exemple. Après avoir là aussi remporté ses séries (20 s 32 s) et sa demi-finale (20 s 16), il gagne la finale en passant pour la première fois sous les 20 secondes (19 s 90) devant Danny Everett, deuxième en 20 s 08. Il commence alors, après cette victoire, une tournée européenne pendant laquelle il remporte onze victoires consécutives dont le meeting d'Édimbourg en 19 s 85 devant le champion olympique en titre Joe DeLoach ou encore les prestigieux meetings de Bruxelles (20 s 21, le 10 août) ou de Zurich (20 s 08, le 15 août), venant s'ajouter aux deux déjà obtenues aux États-Unis. Il déclara alors, blasé par tant de facilité : « Je ferai des 400 mètres plus tard dans la saison pour rompre la monotonie des 200 mètres à répétition ».
Ses temps sur 400 m s'améliorent donc également passant de 44 s 58 le 23 juin à Blaine aux États-Unis à 44 s 27 à Lausanne un mois plus tard. Il descend encore son chrono à Cologne le 19 août suivant (44 s 25) avant de l'arrêter définitivement à 44 s 21 à Rieti le 9 septembre, ce qui constitue la deuxième meilleure performance mondiale de l'année sur la distance, juste derrière Danny Everett, meilleur performeur de l'année en 44 s 06. Son record personnel a donc progressé de 1 s 02 depuis 1988.
Le Texan termine cette fin d’année en réalisant ce qu'aucun athlète n'avait réussi auparavant, c'est-à-dire finir en tête des bilans mondiaux sur les deux distances (200 m et 400 m), selon le magazine Track & Field News.

### Premières consécrations mondiales - Déception de 1992 (1991-1992)

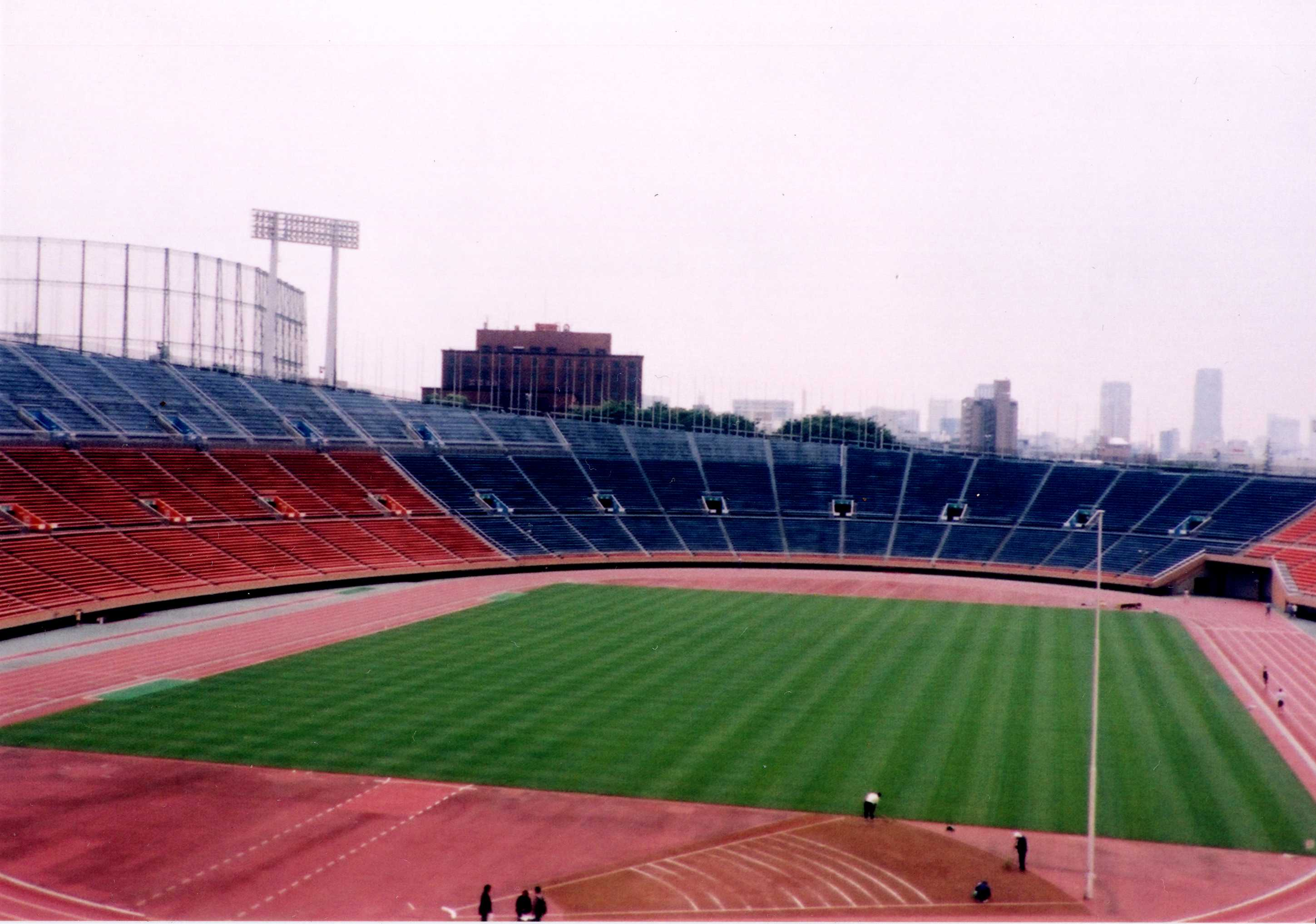
Le stade olympique de Tokyo, lieu du premier titre international obtenu par Johnson en 1991

Johnson ouvre sa saison 1991 en remportant son deuxième titre national en salle sur 400 m en 46 s 70. Quelques semaines plus tard, Johnson commence sa saison en plein air en courant plusieurs 200 m à travers le monde, notamment au Japon à Shizuoka, le 6 mai (victoire en 20 s 22), en prévision des Championnats du monde de Tokyo fin août. À la mi-juin, il participe à New York, aux Championnats des États-Unis sur 200 m. Ces championnats sont qualificatifs pour les Championnats du monde. Le 15 juin, il se qualifie brillamment sur 200 m en remportant la finale en 20 s 31 (vent défavorable de 2,0 m/s). Parallèlement, il continue son apprentissage sur 400 m et établit le 10 juillet à Lausanne, la meilleure performance de l’année en 44 s 17. Il poursuit alors sa tournée européenne en courant deux 200 m, à Monaco le 3 août (20 s 05), puis à Zurich le 7 août (20 s 08). Il rencontre et bat lors de ces deux meetings celui qui deviendra son plus grand adversaire sur la distance, le Namibien Frankie Fredericks. Johnson se présente donc aux Championnats du monde comme le favori absolu sur 200 m. Il bat par deux fois le record des Championnats du monde, une première fois en quart de finale le 26 août (20 s 05), puis le lendemain pendant la finale remportée en 20 s 01,, devant Fredericks, deuxième en 20 s 34, ce qui lui permet de remporter le premier de ses neuf titres mondiaux. L'écart entre Johnson et Fredericks constituait, à l'époque, la plus grande différence entre un premier et un deuxième (0 s 33), Jeux olympiques et Championnats du monde confondus, depuis Jesse Owens en 1936. Avant cela, Johnson avait remporté la demi-finale en 20 s 06 (vent défavorable de 3,1 m/s), là aussi devant Fredericks, deuxième en 20 s 27. Johnson prouve déjà que sa façon de courir, bien que peu orthodoxe, lui permet de gagner en puissance ce qu’il perd en élégance. Quelques jours après ces Championnats du monde, le 13 septembre, il remporte le meeting de Bruxelles en passant sous les 20 secondes (19 s 89), puis la semaine suivante, la finale du Grand Prix à Barcelone, en établissant la meilleure performance de l’année sur 200 m en 19 s 88. Comme l'année précédente, il est classé numéro un sur 200 m et 400 m par Track & Field News. Il est le meilleur performeur sur les deux distances (19 s 88 et 44 s 17).
Bien qu'il ait remporté un titre mondial, sa notoriété ne se développe pas beaucoup aux États-Unis qui ne se préoccupent pas d'athlétisme en dehors des années olympiques. Ainsi, Johnson se fait d'abord connaître en Europe et en Asie, qui suivent plus assidûment ce sport. De retour chez lui, son nom ne fait pas encore déplacer les foules. À ce propos, il déclare au New York Times : « Quand je suis en Europe, tout le monde sait qui je suis, et tout le monde veut un autographe [de moi] et me serrer la main [...]. En général, on revient détendu chez soi et on ne se soucie pas de ce sujet. Mais il est frustrant de savoir que je suis le meilleur mondial dans deux disciplines, et qu'il y a des gars dans d'autres sports qui sont bons mais pas les meilleurs, et qui ont trois millions de dollars de contrats. C'est quelque chose de difficile. Mais je regarde le côté positif. J'ai voyagé, vu le monde. Je pourrais être un grand écrivain et ne pas avoir les trois millions de dollars dans une vie ».
En 1992, Johnson descend pour la première fois sous les 44 secondes sur 400 m (43 s 98) lors du meeting de Crystal Palace.
En raison de ses récents succès sur 200 m et 400 m, Johnson tente de se qualifier sur ces deux distances aux « Trials ». « Il sera difficile d'essayer de gagner à la fois le 200 m et le 400 m parce que vous devez courir plusieurs séries pour atteindre la finale de ses deux disciplines », explique Johnson à Boys' Life. « Mais je crois vraiment que j'ai le feu ».
Aux Sélections olympiques américaines, il gagne brillamment la finale du 200 m en 19 s 79 devant Michael Marsh, mais échoue sur 400 m, en n'atteignant pas la finale, remportée par Danny Everett. Néanmoins ses excellents résultats lui valent quand même une qualification avec le relais américain du 4 × 400 m.
Aux Jeux olympiques, Johnson est considéré comme le grand favori pour le titre olympique sur 200 m, mais victime d'une intoxication alimentaire contractée quelques jours avant la cérémonie d'ouverture des Jeux, il termine sixième de la deuxième demi-finale (la première ayant été remportée par Michael Marsh en 19 s 73), ce qui le prive d'une première finale olympique individuelle. Il remporte malgré tout le titre olympique sur 4 × 400 mètres, auréolé d'un nouveau record du monde, en compagnie de Quincy Watts, Andrew Valmon et Steve Lewis, grâce à un temps de 44 s 7 sur son relais. En fin d'année, il est classé numéro trois sur 200 m et numéro cinq sur 400 m par Track & Field News.

### Domination sans partage (1993-1995)
1993 est pour Johnson l'année de la revanche après la déception des Jeux olympiques, l'année précédente. Il se présente donc aux Championnats des États-Unis, à Eugene, sélectifs pour les prochains Championnats du monde, avec de grandes ambitions, notamment sur 400 m où il progresse régulièrement depuis quelques années. Il remporte le titre national en établissant un nouveau record personnel en 43 s 74,, reléguant le champion olympique en titre Quincy Watts loin derrière (troisième à cinq dixièmes). Il s'ensuit une série de victoires à Oslo, Zurich et Gateshead, qui font de lui le favori logique des Championnats du monde.
À Stuttgart, début août, il remporte le premier de ses quatre titres mondiaux sur 400 m, en 43 s 65, battant Harry 'Butch' Reynolds lors de la finale. Quelques jours plus tard, il établit un nouveau record du monde du 4 × 400 m avec ses compatriotes du relais en 2 min 54 s 29, en courant le dernier relais en 42 s 94, soit le relais le plus rapide de l'histoire (sur 400 m lancé) et encore aujourd'hui le seul sous 43 secondes.
Il finit l'année classé numéro quatre sur 200 m et numéro un sur 400 m par Track & Field News.
L'année suivante, Johnson se concentre sur l'idée de passer sous les 10 secondes sur 100 m. Il ne finit que huitième des Championnats américains sur cette distance à cause d'une blessure. Avant cela il réussit quand même à établir un record personnel sur 100 m en 10 s 09 à Knoxville. Il n'en continue pas moins sa marche dévastatrice sur 200 m et sur 400 m. Il gagne ainsi les Goodwill Games à Saint-Pétersbourg sur 200 m. Fin août à Berlin, il remporte, sur 400 m le meeting de ISTAF puis celui de Madrid quelques jours plus tard, établissant par la même occasion la meilleure performance mondiale de l'année sur cette épreuve en 43 s 90. Johnson est d'ailleurs le seul à franchir les 44 secondes cette année-là. Il finit à nouveau l'année numéro un mondial sur les deux distances.
En 1995, il demande à l'IAAF l'autorisation d'aménager les horaires du 200 m et du 400 m afin de lui permettre de participer à ses deux épreuves lors des Championnats du monde de Göteborg.
Pendant ce temps, Johnson continue sa préparation et renoue avec les compétitions en salle. Il montre son état de forme grandissant en battant par deux fois le record du monde du 400 m (44 s 97A à Reno puis 44 s 63 lors de son titre national à Atlanta) et devenant par la même occasion le premier homme à courir sous 45 s 00 en salle,.
En juin, apprenant l'accord favorable de l'IAAF concernant sa demande d'aménagement des horaires du 200 m et du 400 m aux Championnats du monde, il s'aligne donc sur les deux distances aux Championnats des États-Unis, à Sacramento, qu'il gagne facilement, respectivement, en 19 s 83w, et 43 s 66, remportant les six courses (séries et finales). Il devient à la fois le premier athlète de l’histoire à gagner aux mêmes championnats nationaux deux titres (celui du 200 m et du 400 m) depuis Maxey Long aux Championnats des États-Unis 1899 et le premier à courir en moins de 20 secondes sur 200 m et moins de 44 secondes sur 400 m dans le même meeting.
Début août, aux Championnats du monde de Göteborg, il signe le premier doublé 200m/400 m de l'histoire de l'athlétisme en réalisant respectivement 19 s 79 sur le 200 m et 43 s 39 (actuellement la quatrième performance de tous les temps) sur le 400 m, Butch Reynolds finissant deuxième en 44 s 22 soit 0 s 83 derrière lui. Il complète sa moisson scandinave en remportant le titre mondial du relais 4 × 400 m. Pendant ces championnats, il a réussi le tour de force de courir neuf courses en neuf jours.
Il finit bien entendu l'année classé numéro un sur 200 m et sur 400 m selon le classement du magazine Track & Field News.

### Exploit des Jeux olympiques d'Atlanta (1996)

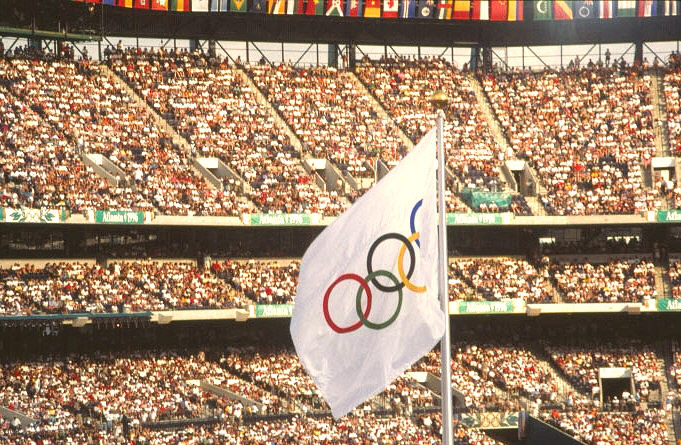
Michael Johnson réalise le doublé 200 m/400 m lors des Jeux olympiques d'Atlanta. Ce doublé est encore aujourd'hui unique dans l'histoire olympique

En 1996, calquant sa préparation sur celle qui l'avait amené à son doublé mondial l'année précédente, Johnson remporte identiquement le titre national sur 400 m en salle en passant une nouvelle fois sous les 45 secondes mais échouant de peu face à son propre record du monde (44 s 66).
Bien décidé à effacer le record du monde du 200 m (19 s 72A), détenu depuis dix-sept ans par l'Italien Pietro Mennea, Johnson se concentre plus spécifiquement sur cette distance. Il veut aussi effacer une bonne fois pour toutes sa déception après son élimination prématurée des Jeux olympiques de 1992. En juin, il arrive donc confiant et ambitieux aux sélections olympiques américaines qui se déroulent sur la toute nouvelle piste olympique d'Atlanta, celle-là même où auront lieu les Jeux olympiques un mois et demi plus tard. Cette piste est déjà réputée très rapide, comme Johnson a déjà pu s'en rendre compte, un mois auparavant en remportant le 200 m du meeting d'Atlanta en 19 s 83. En finale du 200 m, il bat enfin le record du monde du 200 m, en 19 s 66, sur lequel ses compatriotes Carl Lewis et Michael Marsh ont échoué de peu. Sur 400 m, fort de plus de cinquante victoires sur la distance depuis 1990, il semble presque intouchable, et remporte la course en 43 s 44 devant Butch Reynolds (deuxième en 43 s 91). Peu avant les Jeux olympiques, Johnson enregistre pourtant sa première défaite sur 200 m depuis le 6 juillet 1994, quand il est battu par Frankie Fredericks à Oslo, pour seulement trois centièmes.
Fin juillet, aux Jeux olympiques d'Atlanta, Johnson est quand même le grand favori sur les deux distances et peut devenir le premier coureur à réaliser le doublé 200 m/400 m lors de mêmes Jeux. Il déclare d'ailleurs à ce sujet : « Il y a deux noms dans l'histoire de l'athlétisme : Jesse Owens et Carl Lewis. Je suis en position de devenir le troisième. Ce sera le plus grand spectacle des Jeux olympiques. Je vais être l'homme de ces Jeux olympiques ». Participant aux festivités qui entourent cet événement, il est d'ailleurs l'un des relayeurs de la flamme olympique dans les rues d'Atlanta peu avant la cérémonie d'ouverture des Jeux.
Peu après, poussant le spectacle à l'extrême, il arrive sur la piste olympique d'Atlanta en portant une paire de chaussures dorées, avec des pointes Zytel, spécialement conçues pour lui par son équipementier Nike et qui lui valent le surnom de « l'homme aux chaussures dorées. » Le poids exact de ces chaussures diffère selon les sources. Nike revendique un poids de 85 g par chaussure alors que selon d'autres sources, elles pèsent 94 g chacune. Une particularité de ses pointes est que la chaussure gauche est plus petite que la droite (10,5 (44,6) contre 11 (45,3) selon le système de mesure américain), afin de tenir compte du fait que le pied gauche de Johnson est plus court que le droit.
Le 29 juillet, il remporte tout d'abord le titre olympique sur 400 m en 43 s 49 avec presque une seconde d'avance (0 s 98) sur le Britannique Roger Black, deuxième en 44 s 41. Il bat par ailleurs le record olympique (43 s 50) établi quatre ans plus tôt par Quincy Watts aux Jeux olympiques de Barcelone. Après la course, il déclare à un journaliste qui lui demande s'il n'est trop fatigué pour courir le 200 m : « Si vous voulez, on peut y retourner dans deux heures. Cela ne me pose aucun problème ». Johnson est donc dans un état de fraîcheur exceptionnel après quatre courses.
Trois jours plus tard, en effet, lors de la finale du 200 m, il réalise une course d'anthologie en pulvérisant de plus de trois dixièmes son propre record du monde, coupant la ligne avec un temps de 19 s 32. Le second de la course, Frankie Fredericks, finit près de quatre mètres derrière Johnson en 19 s 68, et le troisième, le trinidain Ato Boldon à près de six mètres en 19 s 80. Les trois hommes ont, chose extraordinaire, tous battu leur record personnel. En regardant le chronomètre après la course, Boldon s'exclame d'ailleurs : « 19 s 32. Ce n'est pas un temps. Cela ressemble à la date de naissance de mon père ». Avant de continuer : « [C'est] un grand rendez-vous avec l'histoire et c'est bien que j'aie pu, par ma présence, pousser Michael vers ce sommet ». Ce temps extraordinaire ramène la moyenne du 100 m à 9 s 66, largement en dessous du record du monde officiel « de 9 s 84 », battu au cours de ces mêmes Jeux olympiques par le Canadien Donovan Bailey. Les mesures chronométriques ont même montré qu'il avait parcouru son deuxième 100 m en 9 s 20, temps que l'on imaginait impossible pour un être humain. Johnson déclara après son record : « Je pensais que 19 s 5 ou 19 s 4 étaient possibles, mais 19 s 3, c’est incroyable. » Il est en effet le premier étonné par sa propre performance : « Je suis rarement surpris par mes propres performances. Et [là] je suis surpris ». Ce record tiendra 12 ans, avant d'être battu par le Jamaïcain Usain Bolt le 20 août 2008 aux Jeux olympiques de Pékin, avec un temps de 19 s 30.
Quelques minutes après le record du monde de Johnson, pendant son tour d'honneur, il se fait poser une poche de glace sur le genou gauche ce qui lui interdira la participation au relais 4 × 400 m. Il ressent en effet une douleur aux ligaments.
Johnson quitte alors les Jeux olympiques, reconnu comme étant « l’homme le plus rapide du monde », volant ainsi la vedette à Donovan Bailey, le tout nouveau champion olympique du 100 m. Son record du monde a été distingué comme étant l'événement athlétique le plus emblématique des 25 dernières années lors de son entrée au Temple de la renommée américain en 2004.
Néanmoins, un mois après cette éclatante victoire, il est une nouvelle fois battu par Fredericks à Berlin pour cinq centièmes (19 s 97 contre 20 s 02).
À la fin de l'année, Johnson reçoit le James E. Sullivan Award, couronnant le meilleur athlète amateur de l'année et fait deux fois la une du Time Magazine, une première fois en juin après son record du monde du 200 m, puis en août après les Jeux olympiques d'Atlanta. Il sort également sa biographie Slaying the Dragon : How to Turn Your Small Steps to Great Feats racontant son parcours jusqu'à son doublé olympique historique.

### Coup d'arrêt (1997)
Johnson commence cette saison 1997 en remportant, le 19 avril, le 400 m de son fief de Waco en 43 s 75. Quelques jours plus tard, à Des Moines, il gagne son premier 200 m de la saison en 20 s 07. Le Texan se place dès lors dans une posture favorable en vue de la défense de ses trois titres mondiaux en août, à Athènes.

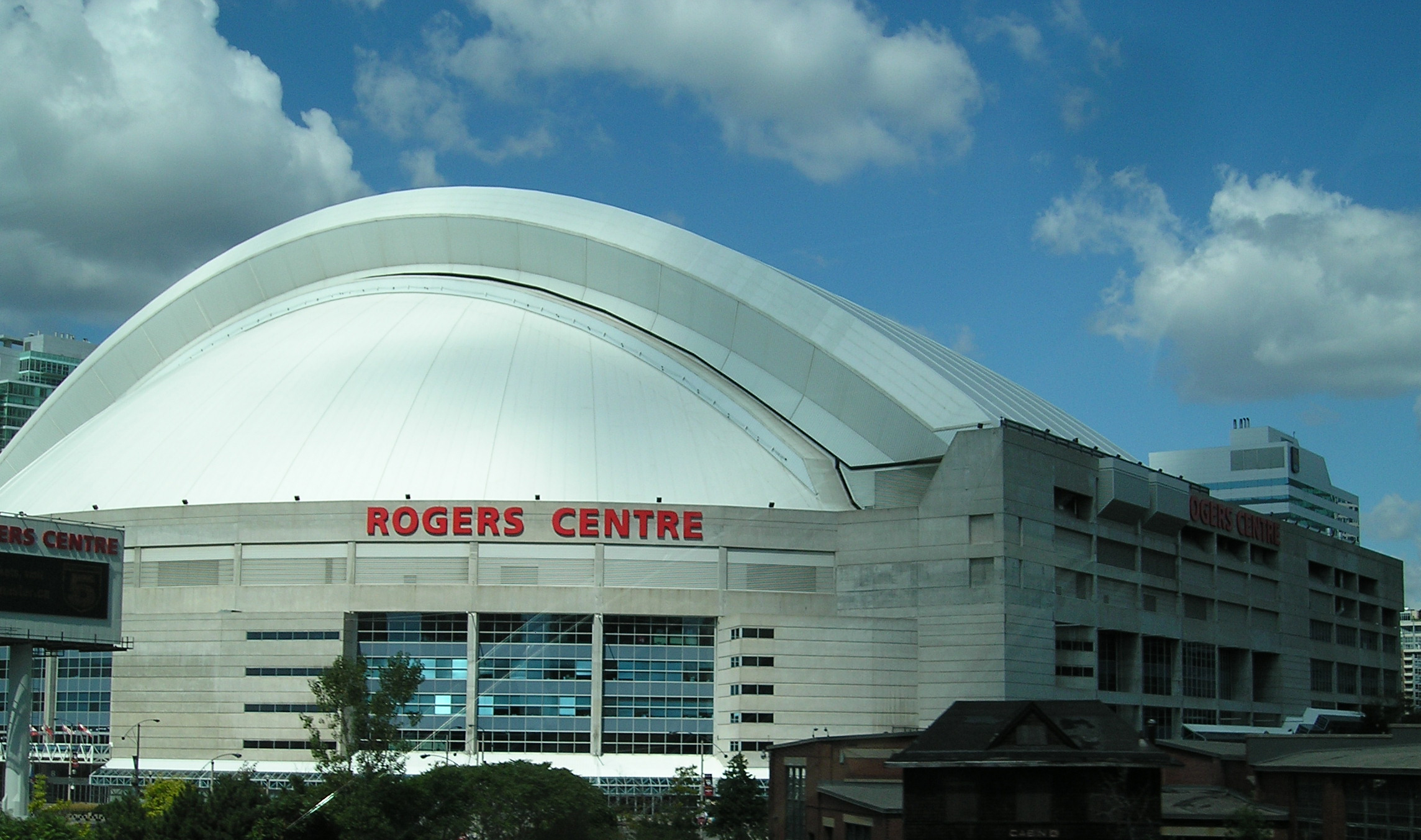
Rogers Centre à Toronto

Après une très grande campagne publicitaire, à laquelle Johnson participe, se déclarant « l'homme le plus rapide du monde », il est décidé d'organiser une rencontre entre Johnson et Donovan Bailey, afin de départager les deux hommes. Le Texan conteste en effet ce titre à Bailey bien que ce dernier possède la plus haute vitesse jamais atteinte par l'homme : 43,5 km/h. L'événement se tient, sous l'œil des caméras de télévisions, le 1er juin, à Toronto, au Rogers Centre (rebaptisé depuis SkyDome), sur une distance de 150 m (75 m de virage et 75 m de ligne droite). Le vainqueur de la course empochera le montant de 1,5 million de dollars. Pendant la course, les deux hommes sont à égalité jusqu'à la sortie de virage, où Johnson abandonne sur blessure, laissant le champ libre à Bailey qui gagne facilement la course. Quelques jours plus tard, il décide pourtant de participer au meeting de Paris. Sa blessure le handicape et il ne termine que cinquième d'une course remportée par Antonio Pettigrew. Ce dernier met ainsi fin à la série de 58 victoires consécutives de Johnson sur 400 m.
Le Texan a, dans les semaines qui ont suivi son duel avec Bailey, eu beaucoup de difficultés à récupérer de sa blessure contractée au quadriceps de la jambe gauche. Insuffisamment remis pour enchaîner plusieurs courses, il manque donc les championnats des États-Unis, lui interdisant alors toute participation aux Championnats du monde suivants qui se déroulent à Athènes en août. L'IAAF, en la personne de son président Primo Nebiolo, décide quand même de l'inviter aux Championnats en raison du fait qu'il est champion du monde en titre sur trois distances. Cette décision a depuis fait jurisprudence et maintenant tout champion du monde en titre est qualifié d'office pour les Championnats du monde suivants. Néanmoins, insuffisamment rétabli de sa blessure pour courir un 200 m, Johnson ne s'aligne que sur le 400 m.
Le 5 août, il remporte avec quelques difficultés son troisième titre mondial en 44 s 12, bien qu'ayant manqué de se faire éliminer en quart de finale pour avoir coupé son effort trop tôt pendant la course. En effet, voulant s'économiser un peu pour ne pas réveiller sa blessure, il ne voit pas que trois de ses concurrents n'ont pas relâché leur effort : ces derniers le passent alors sur la ligne et sont donc qualifiés d'office pour les demi-finales. Johnson doit alors attendre les deux derniers quarts de finale pour être qualifié au temps. Le lendemain, voulant éviter une nouvelle mésaventure, il assure une cadence plus élevée et remporte sa demi-finale en signant le meilleur temps (44 s 37).

### Apogée sur400 mètres(1998-1999)

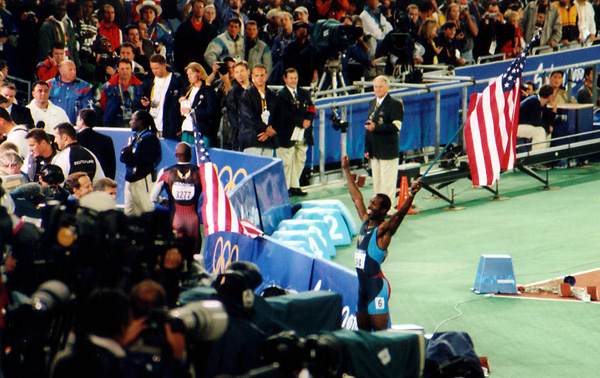
Michael Johnson après l'une de ses nombreuses victoires

En 1998, année sans grande compétition mondiale, il confirme son statut sur 400 m en remportant les Goodwill Games à New York en 43 s 76. Ce même jour, il établit en compagnie de Jerome Young, Tyree Washington et Antonio Pettigrew, un nouveau record du monde du relais 4 × 400 mètres en 2 min 54 s 20. Bien que battu à Oslo (troisième en 44 s 58), où il refuse de participer à la cérémonie du podium, il établit quand même la meilleure performance mondiale de l'année à Zurich en 43 s 68. Néanmoins, de nouvelles blessures aux muscles ischio-jambiers ne lui permettent de courir que deux 200 m seulement cette année-là.
L'année suivante, Johnson est à nouveau blessé et ne peut concourir aux Sélections américaines. Il accepte alors une nouvelle invitation de la part de l'IAAF, pour participer aux Championnats du monde de Séville. Comme pour remercier la fédération internationale, il annonce quelques jours avant les championnats qu'il battra le record du monde, détenu par Butch Reynolds depuis 11 ans : « Mon objectif est de battre le record du monde du 400 mètres, et les Championnats du monde de Séville pourraient être la meilleure occasion ». Et Johnson de gloser : « Ça faisait tellement longtemps que je n'avais plus rien à prouver, et là, je devais faire taire tous ces détracteurs ». En effet plusieurs observateurs de l'époque voient le déclin de Johnson qui à bientôt 32 ans, ne domine plus autant son sport.
Le 24 août, lors de la demi-finale, Johnson part sur des bases très élevées et passe en 21 s 0 aux 200 m puis 31 s 5 aux 300 m. Mais voulant se réserver pour la finale, il se relève dans la dernière ligne droite pour finalement couper la ligne en 43 s 95. Deux jours plus tard, en finale, il est opposé à son compatriote Jerome Young ainsi qu'à deux nouveaux venus sur la distance, le Mexicain Alejandro Cárdenas et le Brésilien Sanderlei Claro Parrela. Faisant jeu égal avec ses adversaires pendant la première partie de la course, il accélère aux 200 m et déborde Jerome Young dans le dernier virage, avant de se détacher dans la dernière ligne droite et couper la ligne en 43 s 18, établissant ainsi un nouveau record du monde. Il bat la précédente marque de Butch Reynolds de 0 s 11. Parrela finit deuxième en 44 s 29, soit 1 s 11 derrière Johnson et Cárdenas troisième en 44 s 31. Le deuxième 200 m de Johnson (21 s 96) est une démonstration flagrante de son énorme capacité de finisseur. Ayant remporté huit titres de champion du monde, il rejoint définitivement Carl Lewis. Ce record du monde du 400 mètres est battu le 14 août 2016 par le Sud-Africain Wayde van Niekerk en finale des Jeux olympiques de 2016.

### Vers les Jeux olympiques de Sydney - Barrière des 43 secondes (2000)

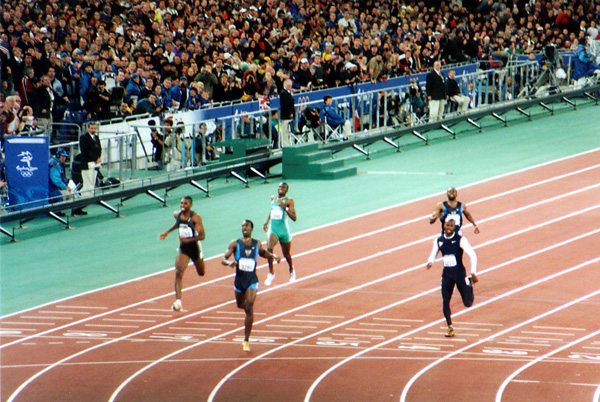
Michael Johnson franchissant la ligne en vainqueur de la finale du 400 m à Sydney. À droite, Alvin Harrison, le deuxième de la course

Pour sa dernière saison d'athlète de haut niveau, Johnson axe sa préparation sur la conquête d'un dernier titre olympique sur 400 m. Il a aussi en tête l'idée d'améliorer son propre record du monde et devenir, par la même occasion, le premier homme à courir sous les 43 secondes. Il prépare sa tentative de record en partant s'entraîner en Afrique du Sud, en début de saison. Il y enchaîne des performances de tout premier plan battant tout d'abord le vieux record du monde de Danny Everett sur 300 m, lors du Engen Grand Prix à Pretoria, en 30 s 85A contre 31 s 48 à son aîné. Il signe aussi un excellent 19 s 71A sur 200 m, ainsi qu'un 43 s 9 sur 400 m. Revenu aux États-Unis, tous les observateurs attendent, lors des Trials à Sacramento, une confrontation entre Johnson et Maurice Greene, le nouveau champion du monde en titre du 200 m. Néanmoins tous les deux sont sortis en séries sur blessure. Avant cela, Johnson s'était brillamment qualifié sur 400 m en 43 s 68, devant Alvin Harrison et Antonio Pettigrew, se permettant même de relâcher son effort dans les derniers mètres.
Fin septembre, aux Jeux olympiques de Sydney il devient, à tout juste 33 ans, le premier homme à conserver un titre olympique sur 400 m en gagnant la finale olympique en 43 s 84. Cependant, il ne parvient pas à améliorer son record du monde sur la distance, faute de conditions météorologiques idéales. Pourtant ses entraînements à l'aube de ces Jeux olympiques étaient bien meilleurs que ceux réalisés à Séville un an auparavant. Il se contente juste, n'ayant aucun adversaire à sa mesure, d'assurer la médaille d'or.
Quelques jours plus tard, il gagne un deuxième titre olympique avec le relais 4 × 400 m, huit ans après le premier, portant à cinq son total de médailles d'or olympiques.

### Retraite sportive (2001)
En janvier 2001, Johnson annonce qu'il ne participera pas aux prochains Championnats du monde d'Edmonton. L'année qui vient ressemble alors à une sorte de jubilé, qui prend la forme d'une tournée à travers le monde, et ce sans aucun intérêt sportif. Johnson ne participe en effet à aucune épreuve individuelle, se contentant de concourir avec le relais 4 × 400 m américain.
En septembre 2001, après les Goodwill Games de Brisbane auxquelles il a participé en tant que membre du relais 4 × 400 m médaillé d'or, Johnson informe la presse qu'il a décidé, d'un commun accord avec son entraîneur Clyde Hart, de mettre un terme définitif à sa carrière. Plein de nostalgie, il déclare d'ailleurs aux journalistes australiens présents : « Je regretterai ce sport parce qu'il représente une grande partie de ma vie. Je suis un peu triste que cette année touche à sa fin car j'ai pris beaucoup de plaisir. Mais je me réjouis de prendre ma retraite ».

## Revenus et activités en dehors des pistes

### Sponsors et cachets - Collaboration avec Nike

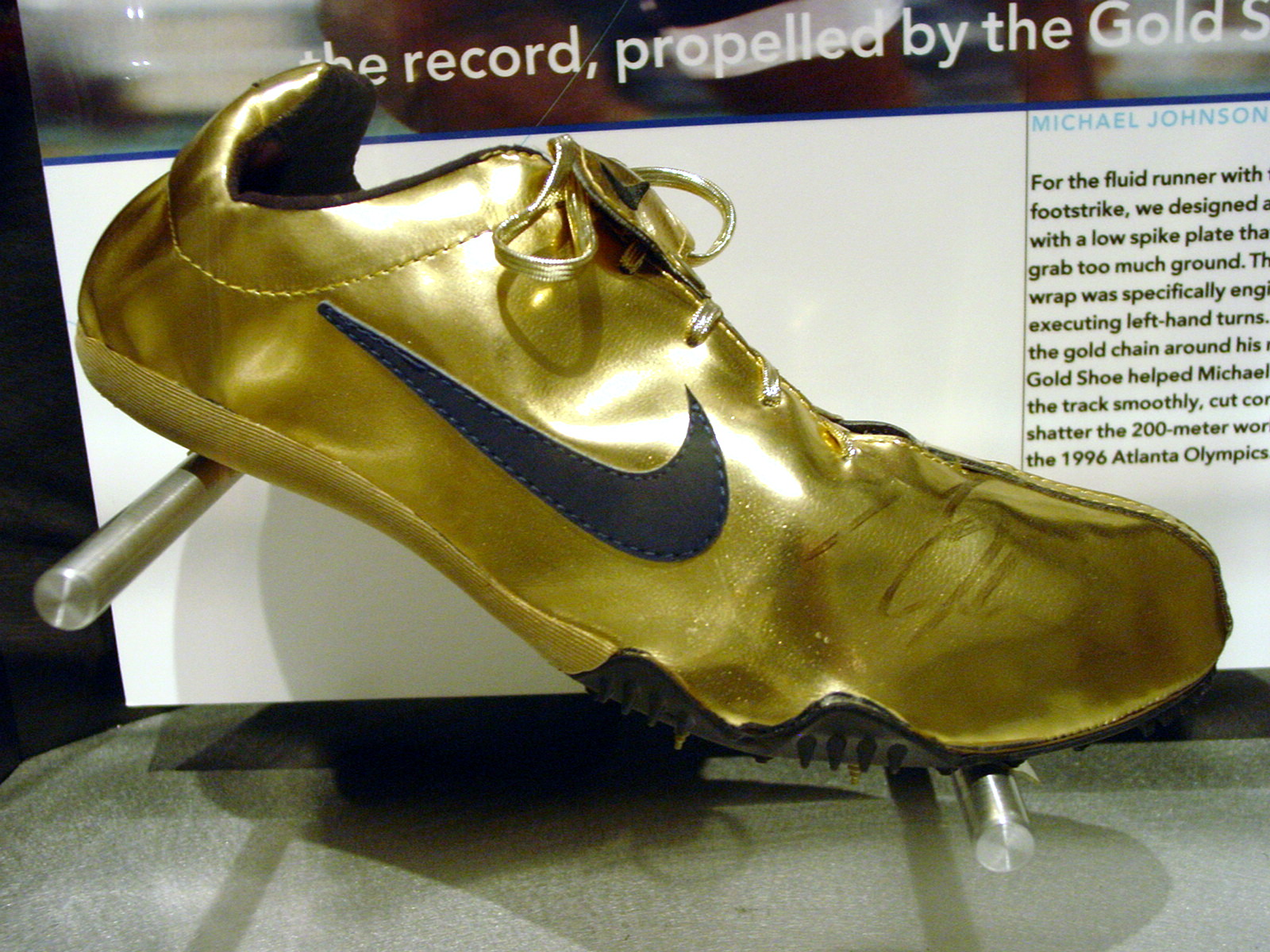
Chaussures dorées de Michael Johnson utilisées lors des Jeux d'Atlanta. Ses pointes étaient recouvertes d'une pellicule d'or 24 carats

La professionnalisation de l’athlétisme entamée dans les années 1980 avec Carl Lewis s’est poursuivie et même accentuée dans les années 1990. Les sportifs voient alors leur statut évoluer et le monde du sport basculer vers un business de plus en plus important. Lewis lui-même est d'ailleurs recruté par Nike à l'époque où il n'est qu'amateur. L'opposition dépasse alors le cadre des sportifs eux-mêmes en devenant un combat féroce entre les marques qu'ils représentent. Là où Lewis concourt contre le Canadien Ben Johnson pour obtenir le soutien de Nike, Michael Johnson affronte Donovan Bailey, de même que leurs équipementiers respectifs, Nike pour Johnson et Adidas pour Bailey.
En février 1997, quelques mois avant sa confrontation avec Bailey, Johnson renouvelle son partenariat avec Nike pour un montant avoisinant les douze millions de dollars, presque vingt-quatre fois plus important que son précédent contrat qui a prévu une rémunération de l'ordre de 500 000 ou 600 000 dollars. Cet accord prend effet quand Johnson obtient le Jesse Owens Award pour la deuxième fois consécutive, ce qui constitue une première dans l'histoire de l'athlétisme.
Cette inflation a bien sûr pour origine le doublé historique 200 m/400 m que Johnson a réalisé l'été précédent à Atlanta. Cette performance unique associée à un record du monde qui a fait trembler la planète athlétisme, lui a permis de renégocier son contrat à la hausse.
D'autres revenus viennent également compléter ceux de son équipementier, tels les primes des meetings ou des records du monde. On parle alors d'un montant de trois millions de dollars, avec simplement 400 000 à 500 000 francs juste pour se déplacer dans un meeting auquel s'ajoute 300 000 francs en cas de record du monde,. À l'apogée de sa carrière, Johnson est alors une valeur sûre et les organisateurs des meetings sont convaincus de voir de grandes performances de sa part.
Par ailleurs, c'est lui qui gère ses revenus, utilisant sa formation de comptable à son avantage et ses origines modestes l'ont conduit à pratiquer ce sport pour gagner le plus possible : « L'athlétisme est un métier. Si on n'y gagnait pas d'argent, je ferais autre chose » aime-t-il ainsi répéter à l'époque.
L'opposition des deux équipementiers débouche donc finalement sur l'organisation d'un duel entre les deux champions, Bailey et Johnson, véritables révélations des derniers Jeux olympiques, afin de les départager et savoir enfin qui est « l'homme le plus rapide du monde. » La rencontre est prévue début juin 1997 et se déroule sur 150 m, distance intermédiaire entre le 100 m de Bailey et le 200 m de Johnson. Ce duel prévoit alors une récompense de 1,5 million de dollars pour le vainqueur. Et c'est Adidas qui triomphe par l'intermédiaire de Bailey remportant par conséquent la prime échue au vainqueur.

### Consultant et animateur
Depuis sa retraite sportive, Michael Johnson est devenu consultant pour de nombreuses chaînes de télévisions (la BBC, la NBC) et de journaux (L'Équipe ou le Daily Telegraph) à travers le monde.
En août 2007, on a pu le voir apporter son soutien à l'organisation des Championnats du monde d'athlétisme d'Osaka.
Fin avril 2008, Johnson a participé à un chat organisé par l'IAAF permettant aux internautes du monde entier de lui poser des questions.
Quelques jours plus tard, il était à Paris Saint Denis afin de fêter les dix ans du Meeting Gaz de France. Il a été confronté pendant la conférence de presse au Français Leslie Djohne, recordman de France du 400 m. Plusieurs autres grands noms de l'athlétisme étaient également présents, notamment Bob Beamon, champion olympique et ancien recordman du monde du saut en longueur, Hicham El Guerrouj ou encore Edwin Moses, tous deux, deux fois champions olympiques.
Le 1er mai 2008, poursuivant sa tournée européenne, on a pu le voir en compagnie de Jaysuma Saidy Ndure à Oslo pour lancer le compte à rebours des Bislett Games.

### Membre de la fondationLaureus

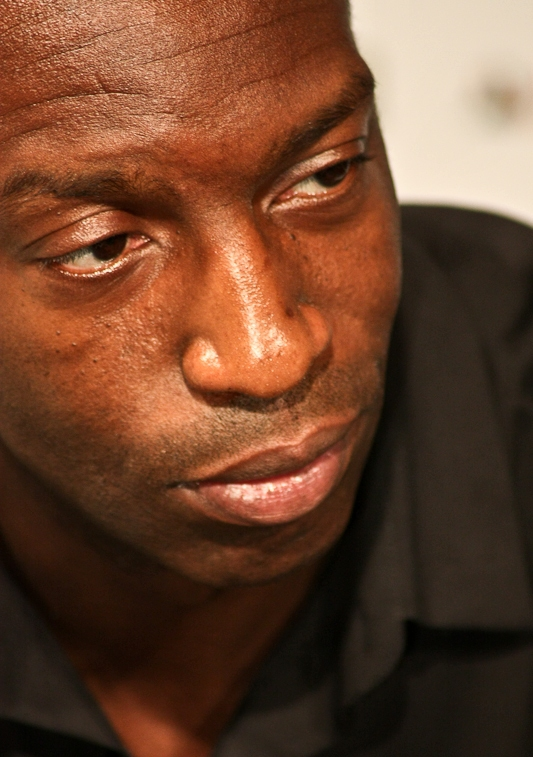
Michael Johnson en 2008

Johnson est aussi l'un des nombreux parrains de la Fondation Laureus qui promeut le sport à travers le monde. Cette association compte également 45 membres, dont fait partie Johnson, et qui décernent une fois par an des récompenses aux meilleurs sportifs mondiaux.

### Manager et chef d'entreprise
Depuis avril 2006, Michael Johnson est le manager de Jeremy Wariner, qui a été entraîné tout comme lui par Clyde Hart. Wariner est désigné comme le successeur de Johnson sur 400 m et est déjà à tout juste 24 ans champion olympique, et double champion du monde sur 400 m. Ce dernier marche déjà dans les pas de Johnson et veut s'attaquer à son record du monde du 400 m. Johnson a déclaré récemment à la radio RMC, que « Wariner l'impressionne ».
Il dirige aussi plusieurs sociétés liées au sport et aux athlètes. Ainsi, en 2005, Waco devient la base d'entraînement de plusieurs athlètes chinois. Ces derniers intègrent le groupe d'entraînement créé par Clyde Hart et Johnson et baptisé « Ultimate Performance ». Cette arrivée est le fruit d'une collaboration qui a commencé en juin 2004 avec le voyage de Johnson et Hart en Chine. Depuis lors, Johnson se rend une fois par mois sur place pour dispenser des conseils aux jeunes sportifs chinois. La Chine veut en effet former des athlètes, capables de rivaliser avec les meilleurs mondiaux en vue des Jeux olympiques de Pékin. Même si les progrès des athlètes ne sont pas flagrants, Johnson reconnaît leur implication et leur engagement : « Ils ont l’habitude de souffrir à l’entraînement. Il est dont facile de les faire travailler sur ce qu’ils doivent améliorer ».
En 2012, la « Michael Johnson Performance », structure fondée par Michael Johnson ayant pour but d’entraîner les athlètes de haut niveau, s'engage en tant que sponsor auprès de l'écurie automobile Williams F1 Team. Elle aura notamment en charge la préparation physique des mécaniciens préposés aux ravitaillements.
Le 4 avril 2025 a lieu la première étape du Grand Slam Track, nouveau circuit 100 % courses de quatre meetings richement dotés, qu'il lance à Kingston, en Jamaïque. Ce format suscite énormément de curiosité dans un sport qui peine à se renouveler. 

## Personnalité
Peu apprécié au début de sa carrière pour son manque de charisme et de communication auprès des journalistes, Johnson marque avant tout son époque par sa recherche constante de la performance. Ses premières déclarations, restées célèbres, marquent les esprits par leur manque d'éclat et on se souviendra encore longtemps de : « Je cours plus vite que les autres, le reste je m'en fous » ou de « Désolé, les gars, je ne suis pas quelqu'un de vraiment passionnant ».
À Atlanta en 1996, Gary Smith, journaliste au célèbre magazine Sports Illustrated le décrivit ainsi : « Il est un homme avec rien dans sa vie personnelle pour le distraire, rien dans son maquillage émotionnel pour lui nuire, en bref il n'y a rien de contrôlable qu'il ne parviendra pas à contrôler. Il est une flèche débarrassée de tout superflu, avec des plumes totalement aérodynamiques, dessinées et déchargées avec la moindre dépense de mouvement, une flèche qui ne va nulle part sauf vers sa cible. » Et Smith de conclure en disant qu'il est « un homme rare, le meilleur sprinteur du monde : il est [à la fois] la tortue et le lièvre ». À l'époque, Johnson se considère lui-même comme le meilleur :« Je souhaite rester dans les mémoires comme étant rien de plus que ce que je suis, le sprinteur le plus polyvalent qui ait jamais couru. Personne n'a jamais fait ce que j'ai fait sur une [telle] période de temps [ou] sur les distances que j'ai courues ».
Dans sa biographie, sortie en novembre de la même année, on peut également lire son aversion pour certains grands noms de l'athlétisme comme Carl Lewis dont la « personnalité grandiose fait de lui un mauvais gagnant [et] un mauvais perdant ».
À en croire les images, on ne le vit pleurer que deux fois en public, bien qu'il se serait effondré en sanglots lors de son élimination en demi-finale des Jeux olympiques de Barcelone. La première fois, ce fut lors du podium des Championnats du monde de Tokyo et la deuxième lors de la remise des médailles du 200 m à Atlanta, cinq ans plus tard.
À la fin de sa carrière, des blessures récurrentes le rendent beaucoup plus abordable et presque même sympathique et on se souvient l'avoir vu signer des autographes à tour de bras en disant, un sourire en coin : « Surtout, ne dites rien, ils doivent me prendre pour Carl Lewis ! » Lors des Championnats du monde de Séville, lui-même admettait ce changement, déclarant juste : « J'ai mûri, tout simplement ».
Ce changement de caractère se fait également sentir dans sa vie privée, où celui qui avait la réputation de délaisser ses petites amies avant les grands championnats s'est finalement marié le 3 octobre 1998 à Kerry Doyen. Leur premier enfant, Sebastian, est né en mai 2000, quelques mois seulement avant les Jeux olympiques de Sydney. Après son deuxième titre olympique sur 400 m Johnson livrait, à ce propos, son émerveillement aux journalistes : « Je n'ai qu'une envie, c'est de le retrouver lui et sa mère ».

## Style de course
Johnson était reconnaissable par sa façon très personnelle de courir. En effet, au moment où les modèles athlétiques imposent de lever très haut les genoux afin d'obtenir la meilleure amplitude de foulée, Johnson développe, quant à lui, une foulée réduite, presque rase-mottes. Cette foulée ne fait presque pas bouger son torse, qui reste droit, légèrement penché vers l'arrière. Le piètre travail de ses bras, quant à lui, a valu à Johnson son premier surnom : « Duck ».
Son premier entraîneur Joel Ezar l'avait quant à lui décrit ainsi : « Il court comme une statue, droit comme un I et ses pieds donnent l'impression de ne jamais quitter la piste. » et c'est justement cette qualité que cherchera à développer Clyde Hart en observant que « le placement du pied est la véritable clé de la vitesse ». Ce dernier déclara aussi que « sa foulée lui rappelle un peu Jesse Owens, et qu'il n'a pas voulu modifier sa manière de courir naturelle et instinctive ».
Donc, ce qu'il perd en élégance et en technique, Johnson le gagne en vélocité et en puissance tant et si bien qu'il fait pendant ses courses sur 200 m ou sur 400 m bien plus de foulées que ses adversaires, en moyenne une foulée de plus par seconde, sachant que la longueur de sa foulée est de 2,20 m contre 2,70 m pour ses principaux concurrents. En 1996, à Atlanta, l'entraîneur français Georges Maïsetti, ancien responsable du sprint pour les relais, analysait sa façon de courir ainsi que son endurance : « Johnson, [...] est un phénomène. Il supporte une grande endurance dans la vitesse. Je l’ai comparé avec Carl Lewis sur la base d’un temps identique (19 s 79). Lewis fait 84 foulées contre 92 à Johnson. Ce dernier court pour ainsi dire à l’économie ». Et Maïsetti d'insister : « C’est une sorte de robot. Il ne se « détruit » pas comme la plupart des autres. Sa pénétration du bassin lui permet d’avoir une poussée phénoménale, de maintenir une cadence élevée, et longtemps ».
Ainsi, lors de son record du monde du 200 m, Johnson a couru avec une moyenne extraordinaire de presque cinq foulées par seconde, contre trois et demie à quatre pour Frankie Fredericks (deuxième) ou Ato Boldon (troisième). En 1999, quand il bat le record du monde du 400 m, il fait, là encore, quatre foulées par seconde contre trois pour les autres concurrents.

## L'homme le plus rapide du monde?
Traditionnellement, le titre de l'homme le plus rapide du monde est attribué au recordman du monde du 100 m. Pourtant, grâce au record du monde du 200 m, qu'il a établi lors des Jeux olympiques d'Atlanta en 1996, Johnson possède la moyenne horaire la plus rapide de tous les temps pour un être humain : 37,27 km/h. Grâce à ce record, il fut également le premier homme à courir à une moyenne supérieure à 37 km/h. C'est la raison pour laquelle les journalistes de l'époque l'ont baptisé « L'homme le plus rapide du monde » à Atlanta en 1996. L'autre raison est que Johnson fut applaudi comme étant l'athlète américain qui avait le mieux réussi ces Jeux en remportant, fait unique dans l'histoire olympique, les titres olympiques sur 200 m et sur 400 m.
Cependant, il est permis de s'interroger sur la légitimité de ce titre. En effet, bien que le Texan soit, à plus d'une vingtaine de reprises, passé sous la barre des 20 secondes sur 200 mètres, il n'a jamais couru un 100 mètres en moins de 10 secondes : il est pourtant avéré que le Texan a été plus vite que Donovan Bailey, le champion olympique et à l'époque détenteur du record du monde du 100 m (9 s 84).
Quelques semaines auparavant pourtant, quand Johnson bat une première fois le record du monde du 200 m en 19 s 66, il ramène alors la moyenne sur 100 m à 9 s 83, temps inférieur au record du monde de l'époque, détenu par son compatriote Leroy Burrell en 9 s 85 depuis le meeting de Lausanne en 1994. Toutefois, ce n'est pas la première fois dans l'histoire qu'un homme va plus vite sur 200 m que sur 100 m. En effet, le précédent record du monde de l'Italien Pietro Mennea de 19 s 72, datant de 1979, ramenait déjà le temps moyen sur 100 m à 9 s 86. Sur 100 m, ce temps n'a été seulement atteint qu'en 1991, lorsque Carl Lewis remporta son troisième titre mondial à Tokyo battant par la même occasion le record du monde de Burrell. Et on peut également se souvenir d'un autre Américain, Tommie Smith, premier homme sous les 20 secondes sur 200 m, lors des Jeux olympiques de Mexico en 1968. Ce dernier avait couru la finale en 19 s 83, soit un temps moyen sur 100 m de 9 s 92 en arrondissant au centième supérieur comme le veut la règle de l'IAAF. Ce temps était déjà inférieur de trois centièmes au record du monde du 100 m que Jim Hines avait établi lors de ces mêmes Jeux en 9 s 95.
L'exploit de Johnson n'est donc pas une première dans l'histoire de l'athlétisme masculin. Sa médiatisation n'a pour origine que le temps qu'a établi l'Américain à l'époque, très éloigné à la fois du précédent record du monde du 200 m et du record du monde du 100 m.
On ne peut pas, bien sûr, comparer les deux disciplines bien qu'elles aient quelques points communs. Le premier d'entre eux est le « negative split », cette façon de courir plus rapidement la deuxième partie de la course que la première. Ainsi à Atlanta, Johnson a construit son record du monde sur sa deuxième partie de course : son temps de passage au 100 m (10 s 12), n'a en effet rien d'extraordinaire et est à seulement trois centièmes de son record personnel sur 100 m qui date de 1994 (10 s 09). Par contre, son deuxième 100 m, lancé, couru en 9 s 20 soit à la moyenne de 39,13 km/h reste l'un des exploits de l'athlétisme.

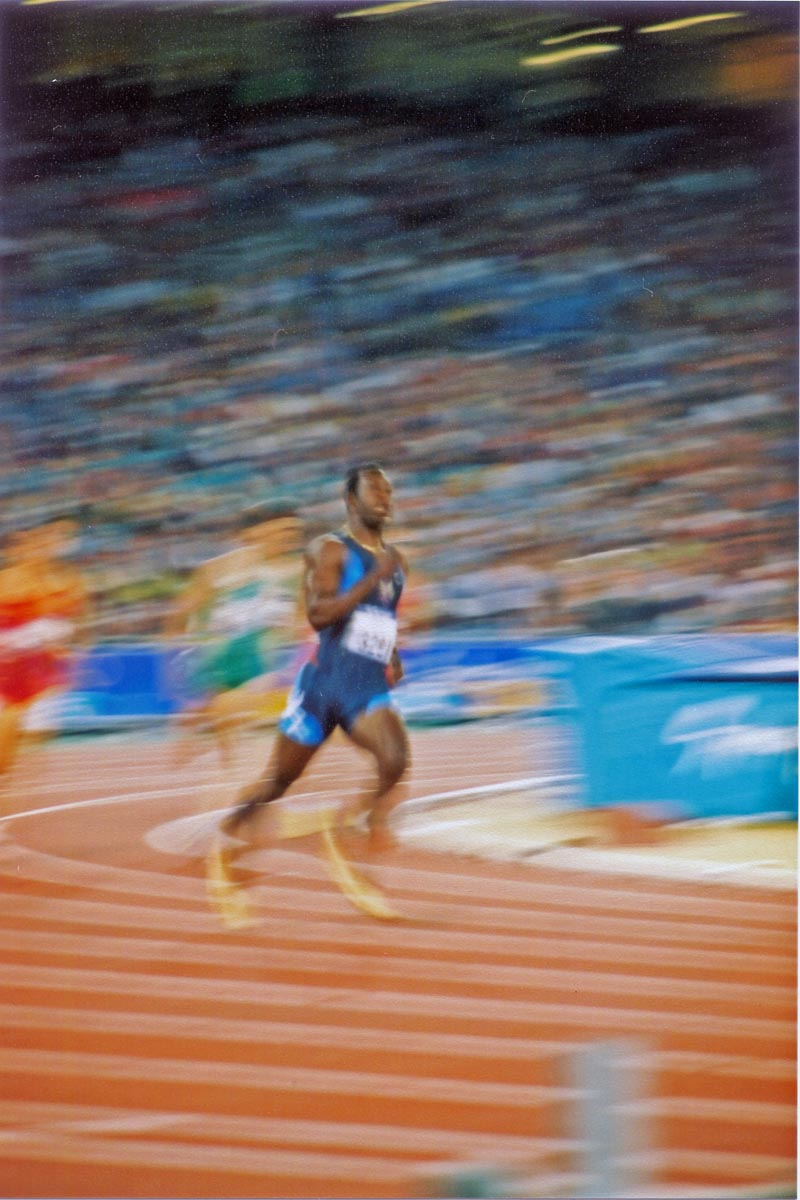
Michael Johnson aux Jeux olympiques de Sydney en 2000

En battant le record du monde du 100 m en 9 s 72 le 31 mai 2008, le Jamaïcain Usain Bolt est devenu le deuxième homme à courir à une moyenne supérieure à 37 km/h (37,03 km/h exactement). Ce temps et le fait que le record du monde du 100 m évolue encore, est d'ailleurs révélateur de la marge de progression que possèdent encore certains athlètes sur cette distance. On s'aperçoit également que cette marge est moins importante sur 200 m puisqu'aucun homme n'a plus couru en moins de 19 s 60 depuis le record de Johnson. Il est donc probable qu'à plus ou moins long terme, le 100 m redeviendra la course la plus rapide, même si Johnson lui-même déclarait à l'aube du Meeting Gaz de France 2008 que Usain Bolt, qui venait de réaliser 19 s 67 pourrait mettre son record du monde en danger : « Je pense qu'il est capable de battre mon record, a expliqué Johnson. Il a vraiment les qualités nécessaires pour ça. Il a une foulée immense et s'il arrive à lui associer une fréquence plus rapide, ça pourra faire une combinaison mortelle ».
Bolt a expliqué après cette performance son intention de vouloir « courir en moins de 19 s 60 » et de battre le record du monde du 200 m, objectif qu'il considère comme étant un « rêve ultime ».
Pour égaler la moyenne horaire de Johnson, il faudrait ainsi courir le 100 m en 9 s 66 au maximum, ce qui est difficile en raison de la vitesse moindre lors des premiers mètres d'une course de sprint (phase d'accélération), proportionnellement plus longue sur 100 m que sur 200 m. Néanmoins, Bolt s'en est rapproché et peut prétendre courir un jour en moins de 9 s 70, performances déjà réalisées avec trop de vent favorable par Obadele Thompson (9 s 69 avec 5,7 m/s de vent dans le dos en 1999) et plus récemment par Tyson Gay (9 s 68 avec un vent favorable de 4,1 m/s en 2008). Il est par ailleurs à noter que Bolt a relâché son effort avant de couper la ligne quand il a établi son record du monde, ce qui tend à faire penser qu'il aurait pu courir en moins de 9 s 70. Le 17 août 2008, Usain Bolt devient le premier coureur à franchir la barre des 9 s 70 en remportant le titre olympique avec à la clé un nouveau record du monde (9 s 69 avec un vent nul). Son aisance lors cette finale tend à faire penser qu'il pourrait s'approcher des 9 s 5, ayant de fait coupé son effort à dix mètres de l'arrivée.
Enfin la course qu'il a courue face au champion olympique 1996 du 100 m, Donovan Bailey, en 1997 sur 150 m, montre à quel point le Canadien était plus rapide sur la première partie de la course par rapport à Johnson, bien que s'il avait couru au niveau de son record du monde du 200 m, il aurait certainement battu Bailey étant passé alors en 14 s 57 aux 150 m.
Le 20 août 2008, Usain Bolt bat de deux centièmes le record du monde du 200 m de Johnson avec 19 s 30. On peut donc légitimement penser qu'il devient l'homme le plus rapide du monde, dépassant l'Américain à la fois sur 100 m et sur 200 m. Néanmoins, le 200 m reste la distance la plus rapide en moyenne horaire avec 37,30 km/h, contre 37,15 km/h sur le 100 m. On assiste à un certain rééquilibrage entre les deux épreuves. Interrogé quelques heures avant la finale du 200 m, Johnson était sceptique quant à la possibilité de Bolt de battre son record du monde : « Je ne pense pas qu'il ait assez d'endurance, je ne pense pas qu'il le battra ici, même si ça ne me surprendrait et ne me choquerait pas. Pour faire 19 s 30, il faut qu'il ait un meilleur virage et conserve sa vitesse plus longtemps. Sur le 100, je pense qu'il aurait pu courir en 9 s 62 s'il avait continué jusqu'à la ligne. » Poursuivant sur l'étonnante facilité de Bolt sur 100 m et 200 m, Johnson ajouta alors : « Il a une foulée incroyable qui lui permet de couvrir plus de distance. Combiné à sa bonne technique et à son explosivité, il peut détruire la piste ».
En 2009, aux Championnats d'athlétisme de Berlin, Usain Bolt défait pratiquement tous les doutes en battant son propre record au 100 m avec un temps de 9 s 58, ainsi que son record au 200 m avec un temps explosif de 19 s 19, soit une moyenne de 9 s 59 par 100 mètres. Lors du 200 m, Bolt court un 100 m lancé en 8 s 84 entre les 50 et 150 m de la course, ce qui est encore en deçà du 8 s 76 de Johnson. Et en forme d'hommage imprévisible, Usain Bolt conserve son titre olympique du 200 m à Londres le 9 août 2012 dans un temps de 19 s 32, exactement celui de Johnson à Atlanta en 1996 et record du monde qui avait tenu 12 ans...

## Rapports au dopage

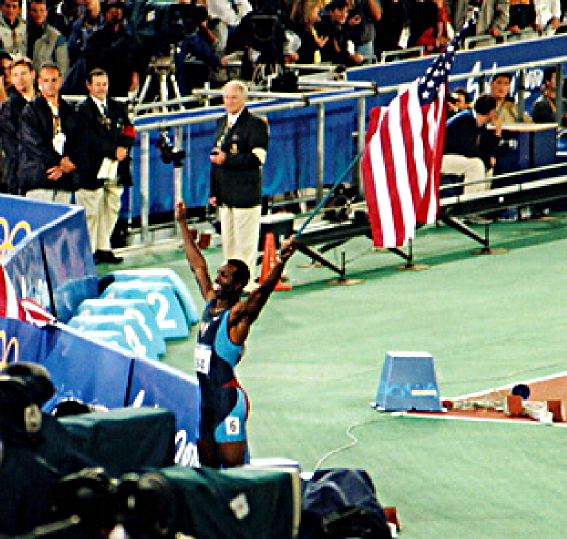
Victoire de Michael Johnson à Sydney en 2000.

Pendant toute sa carrière, Johnson laisse planer la suspicion quant à l’usage de produits dopants, à cause de ses performances. En effet, sa régularité à un tel niveau de performances laisse rêveur encore aujourd’hui de nombreux athlètes. En 1996, quand il bat le record du monde du 200 m, il laisse de nombreux adversaires et de commentateurs perplexes. Certains n'hésitent pas à comparer cette performance à celle du record du monde du saut en longueur de Bob Beamon (8,90 m en 1968) tant la progression du record a été si soudaine et si importante.
Ainsi, quelques mois après cet exploit, Michel Jazy, médaillé d'argent sur 1 500 m, aux Jeux olympiques de 1960 à Rome, reste choqué de voir le record de Pietro Mennea battu d'une façon si brutale. Il déclare alors au journal L'Équipe: « Alors que tous les autres trouvaient ses 19 s 32 fantastiques, j'étais triste et je n'ai pas pu applaudir. Pour moi Johnson n'était pas un être normal ».

### Déclarations sur des cas de dopage dans l'athlétisme
Bien que l’on ait encore des doutes sur ses performances, Johnson s’est prononcé contre le dopage dans une interview donnée en 2006 au Daily Telegraph à la suite du contrôle positif à la testostérone de Justin Gatlin. Johnson a alors condamné avec fermeté ses agissements ainsi que la conduite de Trevor Graham, l'entraîneur de Gatlin, qui tentait de justifier ce nouveau contrôle positif : « C'est un nouveau coup tordu et une vieille excuse. Graham a eu sous sa responsabilité plusieurs athlètes qui ont été testés positifs ou ont été suspendus. Il devrait être suspendu à vie en raison de son implication dans toutes ces affaires. Il n'existe pas de règle pour faire face à des gens comme lui, et jusqu'à ce qu'il y en ait, nous devrons continuer à voir des athlètes tricher et faire mal au sport ».
Selon Johnson, Gatlin devrait également être suspendu à vie, « à moins qu'il puisse rapidement apporter la preuve qu'il n'a pas eu recours en connaissance de cause à un produit interdit ».
En janvier 2008, Johnson a déclaré à la télévision suisse TSR qu'il jugeait tout simplement « irréaliste » de voir un jour le sport débarrassé du dopage : « C'est comme espérer une société débarrassée de toute criminalité ». Et Johnson d'ajouter : « Il est évident qu'il y a toujours des gens qui chercheront à emprunter des raccourcis et à tricher. Dans une société, il y a des gens bons et des gens mauvais, et il en sera toujours ainsi. Le sport n'est qu'un microcosme de la société ». Ces propos faisaient évidemment suite aux aveux de Marion Jones concernant son implication dans le scandale Balco de 1999 à 2002.
Quelques mois plus tard, il répond aux questions du journal Metro, qui l'interroge sur les temps qu'il a réalisés (sous-entendu ses records du monde du 200 m et du 400 m) : « Personne n’est jamais venu me dire quand j’étais en activité : ce que tu fais n’est pas humain, tu te dopes. Je comprends que les temps que j’ai réalisés puissent en étonner certains mais je ne me suis jamais fait plus de souci par rapport à ça. Durant toute ma carrière, j’ai couru aussi vite que j’ai pu et il n’y a jamais eu de scandale ni la moindre rumeur de dopage me concernant ».

### Procès de Trevor Graham - Remise en cause de certains résultats
Le mardi 3 juin 2008, Johnson annonce par l'intermédiaire du Daily Telegraph qu'il rendra sa médaille d'or olympique obtenue à Sydney en 2000 : « Je sais que la médaille n'a pas été gagnée honnêtement, qu'elle est sale. Je vais l'enlever de l'emplacement où j'ai toujours gardé toutes mes médailles car elle n'a rien à y faire. Et elle ne m'appartient pas. Je vais la renvoyer au CIO parce que je n'en veux pas. Je suis profondément déçu et triste ».
Dès 2004, pourtant, Johnson avait déclaré qu'il ne rendrait pas une médaille pour une faute commise par d'autres. On venait alors d'apprendre que son compatriote Jerome Young n'aurait pas dû, selon une décision du Tribunal arbitral du sport, participer aux Jeux olympiques de Sydney. Le TAS avait alors reconnu Young coupable de dopage dès 1999, invalidant sa qualification pour Sydney (il avait participé aux deux séries du relais 4 × 400 m) et contredisant la fédération d'athlétisme américaine qui avait dans un premier temps innocenté Young. Johnson explique à cette époque que cette décision est trop tardive et injuste : « Tout ce qu'il y a à retenir c'est que quand Jerome Young a couru pour l'équipe olympique, il y avait été autorisé par l'USATF. Personne d'autre, ni le CIO, ni l'IAAF n'avait étudié son cas. Ils avaient accepté la décision de l'USA Track & Field, qui seule avait autorité pour prendre une décision. » Puis poursuivant sur l'éventuelle perte de cette médaille : « Je ne sais pas comment je me sentirais ni ce que je ferais. Je n'ai jamais pensé que cela pourrait arriver car je pensais qu'une telle action n'avait pas de légitimité. Je serais déçu. Mais je suis déjà déçu d'avoir à faire face à tout cela ».
Cependant, la perte a posteriori d'une médaille n'est pas une première dans l'athlétisme car les membres des relais auxquels avaient participé Marion Jones ont dû elles aussi rendre leurs médailles obtenues à Sydney.
On note donc qu'il y a un revirement dans le point de vue de Johnson entre ces deux moments, sans doute affecté par les aveux de Pettigrew et par l'évolution de son jugement de l'athlétisme américain en général. Le Texan s'est déclaré très « choqué » par les aveux de dopage : « Même s'il m'est difficile de faire un tel geste, je vais redonner cette médaille au Comité international olympique parce que je n'en veux pas. J'ai l'impression d'avoir été dupé, trahi et abandonné ». Cette décision fait en effet suite aux aveux de dopage de son compatriote Antonio Pettigrew lors du procès de Trevor Graham, qui s'est tenu à San Francisco au mois de mai : « Quand j'ai appris qu'Antonio allait témoigner qu'il avait consommé des produits dopants, la nouvelle m'a sidéré comme aucune autre histoire de ce genre. Je le considérais comme un ami ». Apprenant cette nouvelle, l'IAAF a déclaré : « En prenant cette courageuse décision, Michael a envoyé un message fort contre le dopage dans le sport. Michael a fait une bonne chose ».
Johnson a également dit qu'il avait été « naïf » d'avoir ainsi cru athlètes et entraîneurs. Pour lui, l'athlétisme est confronté à un vrai problème : « Ces six dernières années, depuis que les scandales de dopage ont débuté, j'ai défendu avec vigueur ce sport. J'ai insisté sur le fait que les athlètes sont plus contrôlés que dans n'importe quel autre sport. Mais j'ai désormais l'impression d'avoir été naïf. Je réalise maintenant qu'un nombre significatif d'athlètes et d'entraîneurs de ce sport ont triché, emprunté des raccourcis, que beaucoup savaient qui trichait. C'est un problème immense pour le CIO, la Fédération internationale d'athlétisme, et toute la communauté de ce sport ».
Le 2 août 2008, le CIO fait savoir qu'il disqualifie officiellement le relais 4 × 400 m américain des Jeux olympiques de Sydney. Cette disqualification du relais américain, entraîne donc le couronnement, a posteriori, des membres du 4 × 400 m nigérian.
Dans le même temps, la fédération d'athlétisme américaine annonce qu'elle souhaite le réexamen du record du monde du 4 × 400 m établi lors des Goodwill Games de 1998. Pour son président Doug Logan, ce record n'a plus lieu d'exister puisque l'on sait que l'un des membres a avoué s'être dopé : « Effacer ce record est purement et simplement la chose à faire. Nous n'avons aucun intérêt [à conserver] un record alors que les faits — et non les rumeurs — ont prouvé qu'il avait été établi frauduleusement par au moins un membre du relais. » Mais il faut encore que l'IAAF prenne la décision de rayer cette performance de ces tables ce qui n'est pas fait : « Nous n'avons pas le pouvoir d'agir sur les bilans de l'IAAF. Nous nous occupons de nos records. Ce sera à l'IAAF de décider ce qu'elle fait. » C'est un nouveau coup dur pour l'athlétisme américain qui voit également voir les médailles d'or des relais victorieux aux mondiaux 1997 (auquel Johnson n'a pas participé) et 1999. Et Logan de poursuivre : « Évidemment, c'est regrettable pour Tyree Washington et Michael Johnson, qui n'ont joué aucun rôle dans cette tricherie et qui vont souffrir des conséquences [de cette décision]. Mais le message est clair : participe proprement, gagne proprement, et bats des records proprement. Ou alors tu “dégages” de notre sport et de nos bilans ».
Le 12 août 2008, l'IAAF annonce officiellement qu'elle efface le record du monde du relais 4 × 400 m américain datant de 1998, accédant ainsi à la requête de la fédération américaine. L'IAAF justifie cette décision, déclarant que « le but était d'arriver aux Jeux olympiques avec un record du monde clair. » Cette décision est une première puisque l'un des articles de l'IAAF dispose que : une déclaration ne sera pas admissible lorsqu'elle est faite plus de huit ans après les faits auxquels elle se rapporte. Lamine Diack, président de l'IAAF, a également déclaré que : « À l'avenir, nous n'hésiterons pas à annuler un record du monde, même s'il date de 1973 ou 1982, dès lors qu'un athlète avoue l'avoir établi en étant dopé. » Le record du monde reste néanmoins à Johnson grâce à la précédente marque établie à Stuttgart en 1993.

## Palmarès
En moins de dix ans, Johnson s'est construit l'un des plus beaux palmarès de l'athlétisme et ses deux doublés 200 m/400 m conquis lors de la période faste de sa carrière restent l'un des exploits les plus retentissants de ces vingt dernières années.

### Jeux olympiques
Michael Johnson a participé trois fois aux Jeux olympiques et a remporté quatre médailles d'or. La cinquième médaille qu'il a obtenue sur le relais 4 × 400 m à Sydney est aujourd'hui entachée d'affaires de dopage. Il a donc lui-même décidé de la rendre avant que le CIO n'entame une procédure officielle. Le 2 août 2008, cette médaille lui est officiellement retirée.
| Épreuve   | Édition          | Édition         | Édition                    |
| Épreuve   | Barcelone 1992   | Atlanta 1996    | Sydney 2000                |
| 200 m     |                  | Or 19 s 32 (RM) |                            |
| 400 m     |                  | Or 43 s 49 (RO) | Or 43 s 84                 |
| 4 × 400 m | Or 2 min 55 s 74 |                 | Disqualifié 2 min 56 s 35, |

### Championnats du monde
Avant les titres remportés par Usain Bolt (athlète le plus titré avec onze médailles d'or en quatre éditions entre 2009 et 2015) Michael Johnson codétenait le record de médailles d'or obtenues par des athlètes masculins lors des Championnats du monde. Il en a remporté huit. Il égale au palmarès son compatriote Carl Lewis qui en gagné huit mais en trois éditions seulement (les championnats n'ayant lieu que tous les quatre ans depuis leur création en 1983 jusqu'en 1991) contre cinq à Johnson.
| Épreuve   | Édition    | Édition               | Édition          | Édition      | Édition                   |
| Épreuve   | Tokyo 1991 | Stuttgart 1993        | Göteborg 1995    | Athènes 1997 | Séville 1999              |
| 200 m     | Or 20 s 01 |                       | Or 19 s 79       |              |                           |
| 400 m     |            | Or 43 s 65            | Or 43 s 39       | Or 44 s 12   | Or 43 s 18 (RM)           |
| 4 × 400 m |            | Or 2 min 54 s 29 (RC) | Or 2 min 57 s 32 |              | Disqualifié 2 min 56 s 45 |

### Goodwill Games
Les Goodwill Games, compétition aujourd'hui disparue, avaient lieu tous les quatre ans. Johnson a remporté à chaque édition l'épreuve sur laquelle il était engagé. Lors des Goodwill Games 1998, il a également établi un nouveau record du monde du relais 4 × 400 m, qui a été aujourd’hui annulé en raison des cas de dopage d'Antonio Pettigrew et Jerome Young. Néanmoins les médailles d'or attribuées lors de ses deux victoires sur 4 × 400 m (1998 et 2001) ne devraient pas lui être retirées compte tenu du fait que la compétition a maintenant disparu.
| Épreuve   | Édition      | Édition                | Édition           | Édition         |
| Épreuve   | Seattle 1990 | Saint Petersbourg 1994 | New York 1998     | Brisbane 2001   |
| 200 m     | Or 20 s 54   | Or 20 s 10             |                   |                 |
| 400 m     |              |                        | Or 43 s 76 (RC)   |                 |
| 4 × 400 m |              |                        | Or 2 min 54 s 20, | Or 3 min 0 s 52 |

### Championnats des États-Unis
Les Championnats des États-Unis sont obligatoires pour quiconque veut se qualifier pour une grande compétition. Depuis la non-participation de Johnson aux Championnats 1997, tout athlète américain champion du monde dans une discipline est automatiquement qualifié pour les Championnats du monde suivants. Cependant, cette règle ne s'applique pas pour les Jeux olympiques, ce qui explique la participation du Texan aux sélections olympiques de 2000.

#### Championnats des États-Unis en plein air
- Championnats des États-Unis 1990 à Norwalk, Californie
  -  Médaille d'or sur 200 m en 19 s 90 (+0,3)
- Championnats des États-Unis 1991 à New York, New York
  -  Médaille d'or sur 200 m en 20 s 31 (-2,0)
- Championnats des États-Unis 1992 à La Nouvelle-Orléans, Louisiane
  -  Médaille d'or sur 200 m en 19 s 79 (+1,0)
- Championnats des États-Unis 1993 à Eugene, Oregon
  -  Médaille d'or sur 400 m en 43 s 74
- Championnats des États-Unis 1995 à Sacramento, Californie
  -  Médaille d'or sur 200 m en 19 s 83 (+3,5)
  -  Médaille d'or sur 400 m en 43 s 66
- Championnats des États-Unis 1996 à Atlanta, Géorgie
  -  Médaille d'or sur 200 m en 19 s 66 (+1,7)
  -  Médaille d'or sur 400 m en 43 s 44
- Championnats des États-Unis 2000 à Sacramento, Californie
  -  Médaille d'or sur 400 m en 43 s 68

#### Championnats des États-Unis en salle
- Championnats des États-Unis 1989
  -  Médaille d'argent sur 400 m
- Championnats des États-Unis 1990
  -  Médaille d'or sur 400 m en 47 s 43
- Championnats des États-Unis 1991
  -  Médaille d'or sur 400 m en 46 s 70
- Championnats des États-Unis 1995 à Atlanta, Géorgie
  -  Médaille d'or sur 400 m en 44 s 63
- Championnats des États-Unis 1996 à Atlanta, Géorgie
  -  Médaille d'or sur 400 m en 44 s 66

### Championnats universitaires - NCAA

#### Championnats universitaires en plein air
- 1987
  - 3e sur le relais 4 × 400 m
- 1990
  - 1er sur 200 m en 20 s 31
  - 1er sur le relais 4 × 400 m en 3 min 1 s 86
  - 3e sur le relais 4 × 100 m

#### Championnats universitaires en salle
- 1989
  - 1er sur 200 m en 20 s 59 (ancien record des États-Unis)
- 1990
  - 1er sur 200 m en 20 s 72
  - 1er sur le relais 4 × 400 m en 3 min 6 s 49

### Autres titres et honneurs
- Classement par le magazine Track & Field News

| Épreuve / Année | 1990 | 1991 | 1992 | 1993 | 1994 | 1995 | 1996 | 1997 | 1998 | 1999 | 2000 |
| 200 m           | 1er  | 1er  | 3e   | 4e   | 1er  | 1er  | 1er  | 7e   | -    | 2e   | 8e   |
| 400 m           | 1er  | 1er  | 5e   | 1er  | 1er  | 1er  | 1er  | 1er  | 1er  | 1er  | 1er  |

- Élu sportif mondial de l'année en 1996 par le journal L'Équipe en association avec la BBC et Associated Press
- 3 fois récipiendaire du Jesse Owens Award, en 1994, 1995 et 1996
- Récipiendaire en 1996 du James E. Sullivan Award, qui récompense le meilleur athlète amateur
- Admis au Temple de la renommée en 2004
- Élu Sportif de l'année par le Comité olympique américain (USOC) à trois reprises, en 1993, 1995 et 1996
- Sportif olympique Américain de la décennie 1990-1999 (ESPN ESPY Award)
- Athlète de l'année 1999 (ESPN ESPY Award)
- Trophée IAAF de l'athlète de l'année en 1996 et 1999
- 58 victoires consécutives sur 400 m entre 1990 et 1997
- En juin 2012, il est intronisé au Temple de la renommée de l'IAAF[158].

## Statistiques

### Records personnels
Ce tableau regroupe les records personnels de Michael Johnson, homologués par l'IAAF.
| Discipline            | Perf.               | Vent | Lieu                     | Date            | Notes                  |
| --------------------- | ------------------- | ---- | ------------------------ | --------------- | ---------------------- |
| 100 mètres            | 10 s 09             | 2,0  | Knoxville, États-Unis    | 15 juin 1994    |                        |
| 200 mètres            | 19 s 32             | 0,4  | Atlanta, États-Unis      | 1er août 1996   | ancien record du monde |
| 200 mètres en salle   | 20 s 55             |      | Liévin, France           | 26 janvier 1991 |                        |
| 300 mètres            | 30 s 85A (altitude) |      | Pretoria, Afrique du Sud | 24 mars 2000    | ancien record du monde |
| 300 mètres en salle   | 32 s 7 (manuel)     |      | Birmingham, Royaume-Uni  | 20 février 1993 |                        |
| 400 mètres            | 43 s 18             |      | Séville, Espagne         | 26 août 1999    | ancien record du monde |
| 400 mètres en salle   | 44 s 63             |      | Atlanta, États-Unis      | 4 mars 1995     | ancien record du monde |
| relais 4 × 400 mètres | 2 min 54 s 29,      |      | Stuttgart, États-Unis    | 22 août 1993    | actuel record du monde |

### Temps de passage de ses records du monde
Ces temps de passage sont ceux donnés officiellement par l'IAAF.

#### Record du monde du200 mètres, le1eraoût 1996 à Atlanta
Dans les grandes compétitions d'athlétisme, les mesures chronométriques sur 100 m ou sur 200 m sont effectuées tous les 10 mètres. Cela permet, après coup, d'établir des statistiques très complètes concernant les athlètes qui peuvent ainsi étudier leurs erreurs.
En 1996, lors de son record du monde du 200 m, Johnson est devenu le premier athlète à avoir couru à une moyenne horaire supérieure à 37 kilomètres à l'heure. L'étude par l'IAAF des temps de passage montre que son extraordinaire record a pour origine un deuxième 100 m très rapide.
- Vitesse moyenne : 37,267 km/h
- Vitesse maximale : 41,860 km/h sur les intervalles 60–70 m, 90–100 m, 100–110 m (courus en 0 s 86)
- Section la plus rapide : 40–140 m en 8 s 76

#### Record du monde du400 mètres, le 26 août 1999 à Séville
Pour le 400 mètres des championnats du monde 1999, l'IAAF met en place un système de chronométrage tous les 50 m. Là aussi, l'objectif est d'étudier, a posteriori, l'évolution de la vitesse de chaque athlète sur l'ensemble de l'épreuve. Dans le cas de Johnson, on se rend compte que sa performance tient à un exceptionnel deuxième 200 m couru plus rapidement que la moyenne. En effet, pour le 400 m, on observe, chez tous les athlètes, une deuxième partie de course plus lente que la première, ce phénomène est dû à l'apparition d'acide lactique dans les jambes vers 250 m. Ce qui est remarquable chez le Texan est qu'il réussit à repousser sa fatigue jusque dans les cinquante derniers mètres où sa vitesse chute alors très vite.
- Vitesse moyenne : 33,349 km/h
- Vitesse maximale : 36,290 km/h sur l'intervalle 50–100 m
- Section la plus rapide : 50–150 m en 9 s 96

### Meilleurs temps sur200 mètreset400 mètres

#### 200 mètressous les20 secondes
Michael Johnson a couru 23 200 m sous les 20 secondes. Il est seulement dépassé par Frankie Fredericks qui en a couru 25, dont un en salle.
En voici la liste.
| #  | Perf.    | Vent | Pos. | Lieu                            | Date              | Notes                       |
| -- | -------- | ---- | ---- | ------------------------------- | ----------------- | --------------------------- |
| 1  | 19 s 32  | 0,4  | 1    | Atlanta, États-Unis             | 1er août 1996     | Jeux olympiques             |
| 2  | 19 s 66  | 1,7  | 1    | Atlanta, États-Unis             | 23 juin 1996      | Sélections olympiques       |
| 3  | 19 s 71A | 1,8  | 1r1  | Pietersburg, Afrique du Sud     | 18 mars 2000      |                             |
| 4  | 19 s 77  | 0,6  | 1    | Stockholm, Suède                | 8 juillet 1996    | DN Galan                    |
| 5  | 19 s 79  | 1,0  | 1    | La Nouvelle-Orléans, États-Unis | 28 juin 1992      | Sélections olympiques       |
| 5  | 19 s 79  | 0,5  | 1    | Göteborg, Suède}                | 11 août 1995      | Championnats du monde       |
| 7  | 19 s 83  | 1,7  | 1    | Atlanta, États-Unis             | 18 mai 1996       |                             |
| 8  | 19 s 85  | 0,4  | 1    | Édimbourg, Royaume-Uni          | 6 juillet 1990    |                             |
| 8  | 19 s 85  | 1,1  | 2    | Oslo, Norvège                   | 5 juillet 1996    | Bislett Games               |
| 10 | 19 s 88A | 1,5  | 1    | Sestrières, Italie              | 8 août 1990       |                             |
| 10 | 19 s 88  | -0,9 | 1    | Barcelone, Espagne              | 20 septembre 1991 | Finale du Grand Prix        |
| 12 | 19 s 89  | 1,0  | 1    | Bruxelles, Belgique             | 13 septembre 1991 | Mémorial Van Damme          |
| 12 | 19 s 89  | 0,3  | 1h4  | Sacramento, États-Unis          | 22 juillet 2000   | Sélections olympiques       |
| 14 | 19 s 90  | 0,3  | 1    | Norwalk, États-Unis             | 16 juin 1990      | Championnats des États-Unis |
| 15 | 19 s 91  | 1,9  | 1    | Salamanque, Espagne             | 13 juillet 1992   |                             |
| 15 | 19 s 91  | 0,0  | 1r1  | Séville, Espagne                | 9 juin 2000       |                             |
| 17 | 19 s 93  | -0,3 | 1    | Monaco, Monaco                  | 9 septembre 1995  | Finale du Grand Prix        |
| 17 | 19 s 93  | 0,8  | 1    | Rome, Italie                    | 7 juillet 1999    | Golden Gala                 |
| 17 | 19 s 93  | 0,4  | 1    | Bruxelles, Belgique             | 3 septembre 1999  | Mémorial Van Damme          |
| 20 | 19 s 94  | 1,4  | 1    | Sheffield, Royaume-Uni          | 15 septembre 1991 |                             |
| 20 | 19 s 94  | 0,0  | 1    | Monaco, Monaco                  | 2 août 1994       | Meeting Herculis            |
| 22 | 19 s 98  | -0,4 | 1    | Rieti, Italie                   | 6 septembre 1991  |                             |
| 22 | 19 s 98  | 0,3  | 1    | Houston, États-Unis             | 22 mai 1992       |                             |

#### 400 mètressous les44 secondes
Michael Johnson a couru 23 400 mètres sous 44 secondes : 22 ont été chronométrés électroniquement et 1 manuellement.
En voici la liste,.
| #                 | Perf.   | Pos. | Lieu                   | Date              | Notes                       |
| ----------------- | ------- | ---- | ---------------------- | ----------------- | --------------------------- |
| Temps électriques |         |      |                        |                   |                             |
| 1                 | 43 s 18 | 1    | Séville, Espagne       | 26 août 1999      | Championnats du monde       |
| 2                 | 43 s 39 | 1    | Göteborg, Suède        | 17 août 1995      | Championnats du monde       |
| 3                 | 43 s 44 | 1    | Atlanta, États-Unis    | 19 juin 1996      | Sélections olympiques       |
| 4                 | 43 s 49 | 1    | Atlanta, États-Unis    | 29 juillet 1996   | Jeux olympiques             |
| 5                 | 43 s 65 | 1    | Stuttgart, Allemagne   | 17 août 1993      | Championnats du monde       |
| 6                 | 43 s 66 | 1    | Sacramento, États-Unis | 16 juin 1995      | Championnats des États-Unis |
| 6                 | 43 s 66 | 1r1  | Lausanne, Suisse       | 3 juillet 1996    | Athletissima                |
| 8                 | 43 s 68 | 1    | Zurich, Suisse         | 12 août 1998      | Weltklasse Zurich           |
| 8                 | 43 s 68 | 1    | Sacramento, États-Unis | 16 juillet 2000   | Sélections olympiques       |
| 10                | 43 s 74 | 1    | Eugene, États-Unis     | 19 juin 1993      | Championnats des États-Unis |
| 11                | 43 s 75 | 1    | Waco, États-Unis       | 19 avril 1997     |                             |
| 12                | 43 s 76 | 1    | Uniondale, États-Unis  | 21 juillet 1998   | Goodwill Games              |
| 13                | 43 s 84 | 1    | Sydney, Australie      | 25 septembre 2000 | Jeux olympiques             |
| 14                | 43 s 86 | 1    | Oslo, Norvège          | 21 juillet 1995   | Bislett Games               |
| 15                | 43 s 88 | 1    | Zurich, Suisse         | 16 août 1995      | Weltklasse Zurich           |
| 16                | 43 s 90 | 1    | Madrid, Espagne        | 6 septembre 1994  |                             |
| 17                | 43 s 92 | 1r2  | Lausanne, Suisse       | 2 juillet 1999    | Athletissima                |
| 17                | 43 s 92 | 1    | Eugene, États-Unis     | 24 juin 2000      | Prefontaine Classic         |
| 19                | 43 s 94 | 1    | Berlin, Allemagne      | 27 août 1993      | ISTAF                       |
| 20                | 43 s 95 | 1sf1 | Séville, Espagne       | 24 août 1999      | Championnats du monde       |
| 21                | 43 s 96 | 1    | Monaco, Monaco         | 8 août 1998       | Meeting Herculis            |
| 22                | 43 s 98 | 1r1  | Londres, Royaume-Uni   | 10 juillet 1992   | Crystal Palace              |
| Temps manuel      |         |      |                        |                   |                             |
| 23                | 43 s 9  | 1    | Le Cap, Afrique du Sud | 31 mars 2000      |                             |

### Progression de ses records personnels sur200 mètreset400 mètres

#### Progression de son record personnel sur200 mètres
La progression du record personnel de Michael Johnson a été établie à partir des temps donnés par l'IAAF et la fédération d'athlétisme américaine (USA Track & Field).
| Âge | Perf.   | Vent | Lieu                                       | Date           | Notes                                         |
| --- | ------- | ---- | ------------------------------------------ | -------------- | --------------------------------------------- |
| 19  | 20 s 41 | 0,4  | Waco, Texas, États-Unis                    | 17 avril 1987  |                                               |
| 20  | 20 s 30 | 1,1  | Austin, Texas, États-Unis                  | 26 mars 1988   |                                               |
| 20  | 20 s 09 | 2,0  | College Station, Texas, États-Unis         | 16 avril 1988  |                                               |
| 20  | 20 s 07 | 0,2  | Austin, Texas, États-Unis                  | 17 mai 1988    |                                               |
| 22  | 19 s 90 | 0,3  | Norwalk, Californie, États-Unis            | 16 juin 1990   | Championnats des États-Unis                   |
| 22  | 19 s 85 | 0,4  | Édimbourg, Royaume-Uni                     | 6 juillet 1990 | actuel record de l'université Baylor          |
| 24  | 19 s 79 | 1,0  | La Nouvelle-Orléans, Louisiane, États-Unis | 28 juin 1992   | Sélections olympiques                         |
| 27  | 19 s 79 | 0,5  | Göteborg, Suède                            | 11 août 1995   | Championnats du monde                         |
| 28  | 19 s 66 | 1,7  | Atlanta, Géorgie, États-Unis               | 23 juin 1996   | Sélections olympiques, ancien record du monde |
| 28  | 19 s 32 | 0,4  | Atlanta, Géorgie, États-Unis               | 1er août 1996  | Jeux olympiques, ancien record du monde       |

#### Progression de son record personnel sur400 mètres
La progression de ce record personnel a été établie à partir des temps donnés par l'IAAF et la fédération d'athlétisme américaine (USATF).
| Âge | Perf.   | Lieu                          | Date             | Notes                                                 |
| --- | ------- | ----------------------------- | ---------------- | ----------------------------------------------------- |
| 20  | 45 s 23 | Waco, Texas, États-Unis       | 22 avril 1988    |                                                       |
| 22  | 44 s 58 | Blaine, Minnesota, États-Unis | 23 juin 1990     |                                                       |
| 22  | 44 s 27 | Lausanne, Suisse              | 12 juillet 1990  | Athletissima                                          |
| 22  | 44 s 25 | Cologne, Allemagne            | 19 août 1990     |                                                       |
| 22  | 44 s 21 | Rieti, Italie                 | 9 septembre 1990 | ancien record de l'université Baylor                  |
| 23  | 44 s 17 | Lausanne, Suisse              | 10 juillet 1991  | Athletissima                                          |
| 24  | 43 s 98 | Londres, Royaume-Uni          | 10 juillet 1992  | Crystal Palace, septième coureur sous les 44 secondes |
| 25  | 43 s 74 | Eugene, Oregon, États-Unis    | 19 juin 1993     | Championnats des États-Unis                           |
| 25  | 43 s 65 | Stuttgart, Allemagne          | 17 août 1993     | Championnats du monde                                 |
| 27  | 43 s 39 | Göteborg, Suède               | 9 août 1995      | Championnats du monde                                 |
| 31  | 43 s 18 | Séville, Espagne              | 26 août 1999     | Championnats du monde, ancien record du monde         |

### Meilleures performances par saison
Ce tableau fournit les meilleures performances, en plein air et en salle, réalisées par Johnson au cours de sa carrière. Les informations proviennent de l'IAAF et de l'USA Track & Field.

#### En plein air
Johnson a principalement couru quatre distances en plein air. Il abandonne dès 1994 le 100 mètres quand il constate qu'il ne réussit pas à passer sous les 10 secondes sur cette distance. Dans la deuxième partie de sa carrière, il se concentre sur le 200 m et le 400 m, où il est le plus efficace.
| Année | Perf. 100m         | Vent               | Lieu               | Date               | Perf. 200m | Vent | Lieu                | Date       | Perf. 300m         | Lieu               | Date               | Perf. 400m         | Lieu               | Date               |
| ----- | ------------------ | ------------------ | ------------------ | ------------------ | ---------- | ---- | ------------------- | ---------- | ------------------ | ------------------ | ------------------ | ------------------ | ------------------ | ------------------ |
| 1986  | Pas de performance | Pas de performance | Pas de performance | Pas de performance | 21 s 30    |      |                     | 01/01/1986 | Pas de performance | Pas de performance | Pas de performance | Pas de performance | Pas de performance | Pas de performance |
| 1987  | Pas de performance | Pas de performance | Pas de performance | Pas de performance | 20 s 41    | 0,4  | Waco                | 17/04/1987 | Pas de performance | Pas de performance | Pas de performance | 46 s 29            |                    | 11/04/1987         |
| 1988  | 10 s 19            |                    |                    |                    | 20 s 07    | 0,2  | Austin              | 15/05/1988 | Pas de performance | Pas de performance | Pas de performance | 45 s 23            | Waco               | 22/04/1988         |
| 1989  | 10 s 29            |                    |                    |                    | 20 s 47    | -0,7 | Waco                | 21/04/1989 | Pas de performance | Pas de performance | Pas de performance | 46 s 49            |                    | 01/01/1989         |
| 1990  | 10 s 23            |                    |                    |                    | 19 s 85    | 0,4  | Édimbourg           | 06/07/1990 | Pas de performance | Pas de performance | Pas de performance | 44 s 21            | Rieti              | 09/09/1990         |
| 1991  | 10 s 23            |                    |                    |                    | 19 s 88    | -0,9 | Barcelone           | 20/09/1991 | 31 s 95            | Gateshead          | 09/08/1991         | 44 s 17            | Lausanne           | 10/07/1991         |
| 1992  | Pas de performance | Pas de performance | Pas de performance | Pas de performance | 19 s 79    | 1,0  | La Nouvelle-Orléans | 28/06/1992 | Pas de performance | Pas de performance | Pas de performance | 43 s 98            | Londres            | 10/07/1992         |
| 1993  | 10 s 12            |                    |                    |                    | 20 s 06    | 1,1  | Lausanne            | 07/07/1993 | Pas de performance | Pas de performance | Pas de performance | 43 s 65            | Stuttgart          | 71/08/1993         |
| 1994  | 10 s 09            | 2,0                | Knoxville          | 15/06/1994         | 19 s 94    | 0,0  | Monaco              | 02/08/1994 | 31 s 56            | Salamanque         | 22/07/1994         | 43 s 90            | Madrid             | 06/09/1994         |
| 1995  | Pas de performance | Pas de performance | Pas de performance | Pas de performance | 19 s 79    | 0,5  | Göteborg            | 11/08/1995 | Pas de performance | Pas de performance | Pas de performance | 43 s 39            | Göteborg           | 09/08/1995         |
| 1996  | Pas de performance | Pas de performance | Pas de performance | Pas de performance | 19 s 32    | 0,4  | Atlanta             | 01/08/1996 | Pas de performance | Pas de performance | Pas de performance | 43 s 44            | Atlanta            | 19/06/1996         |
| 1997  | Pas de performance | Pas de performance | Pas de performance | Pas de performance | 20 s 05    | 0,0  | Des Moines          | 26/04/1997 | Pas de performance | Pas de performance | Pas de performance | 43 s 75            | Waco               | 19/04/1997         |
| 1998  | Pas de performance | Pas de performance | Pas de performance | Pas de performance | 20 s 31    | 1,4  | Arlington           | 02/05/1998 | Pas de performance | Pas de performance | Pas de performance | 43 s 68            | Zurich             | 12/08/1998         |
| 1999  | Pas de performance | Pas de performance | Pas de performance | Pas de performance | 19 s 93    | 0,8  | Rome                | 07/07/1999 | Pas de performance | Pas de performance | Pas de performance | 43 s 18            | Séville            | 26/08/1999         |
| 1999  | Pas de performance | Pas de performance | Pas de performance | Pas de performance | 19 s 93    | 0,4  | Bruxelles           | 03/09/1999 | Pas de performance | Pas de performance | Pas de performance | 43 s 18            | Séville            | 26/08/1999         |
| 2000  | Pas de performance | Pas de performance | Pas de performance | Pas de performance | 19 s 71A   | 1,8  | Pietersburg         | 18/03/2000 | 30 s 85A           | Pretoria           | 24/03/2000         | 43 s 68            | Sacramento         | 16/07/2000         |

#### En salle
En salle, Johnson n'a couru que sur 200 m et 400 m. Néanmoins, le 200 m n'a jamais été une discipline très courue en salle où elle a souvent été délaissée au profit de distances plus courtes comme le 60 m ou plus longues comme le 400 m ou le 800 m. Cette distance a d'ailleurs été supprimée dans la majeure partie des grandes compétitions telles que les Championnats du monde en salle, compétition à laquelle l'Américain n'a jamais participé.
| Année | Perf. 200m         | Lieu               | Date               | Perf. 400m         | Lieu               | Date               |
| ----- | ------------------ | ------------------ | ------------------ | ------------------ | ------------------ | ------------------ |
| 1989  | 20 s 59            |                    |                    | Pas de performance | Pas de performance | Pas de performance |
| 1990  | 20 s 72            |                    |                    | 47 s 43            |                    |                    |
| 1991  | 20 s 55            | Liévin             | 26/01/1991         | 46 s 70            |                    |                    |
| 1992  | Pas de performance | Pas de performance | Pas de performance | Pas de performance | Pas de performance | Pas de performance |
| 1993  | Pas de performance | Pas de performance | Pas de performance | 45 s 14            | Birmingham         | 20/02/1993         |
| 1994  | Pas de performance | Pas de performance | Pas de performance | 45 s 17            | Birmingham         | 26/02/1994         |
| 1995  | Pas de performance | Pas de performance | Pas de performance | 44 s 63            | Atlanta            | 04/03/1995         |
| 1996  | Pas de performance | Pas de performance | Pas de performance | 44 s 66            | Atlanta            | 02/03/1996         |

### Sources
Cet article a été rédigé en utilisant les informations fournies par l'USA Track & Field et l'IAAF.